# Lexus ES
La Lexus ES est une berline haut-de-gamme du constructeur automobile japonais Lexus. Elle appartient à la catégorie des familiales, concurrente des Mercedes Classe E, ou encore BMW Série 5. Lancée en 1989, c’est l'un des premiers modèles de la gamme Lexus, et se situe, après la disparition de la GS qu’elle remplace en Europe à partir de 2020, entre l'IS et la plus luxueuse LS. Elle s’est vendue uniquement aux États-Unis, au Canada et au Japon, sous le nom de Toyota Vista puis Toyota Windom jusqu’à fin 2018, puis également, depuis 2019, en Europe en version hybride. Elle est assemblée sur la même plate-forme que la Toyota Camry. Sur les premières générations, les chiffres après le sigle du modèle indiquaient la cylindrée, comme chez Infiniti, ou encore Mercedes.

## Première génération V20 (1989-1991)
Présentée pour la première fois lors du Salon de Détroit en janvier 1989, en même temps que l'apparition de la marque, puis lancée l'été suivant, la première ES est en fait un modèle japonais rebadgé, en l'occurrence une Toyota Vista deuxième du nom. Mais, face au faible succès de ce modèle, Lexus a décidé de la remplacer très rapidement.

### Motorisation
Elle n'était disponible qu'avec un seul moteur essence :
- V6 2,5 L 156 ch.

Ce bloc était couplé à une boîte manuelle à cinq vitesses ou à une boîte auto à quatre rapports.

### Galerie photos

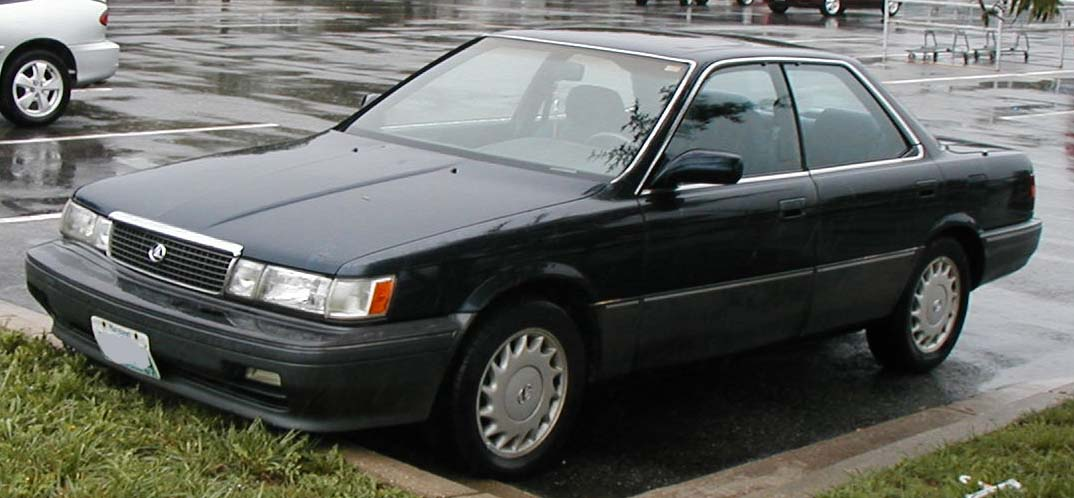
ES 1re génération
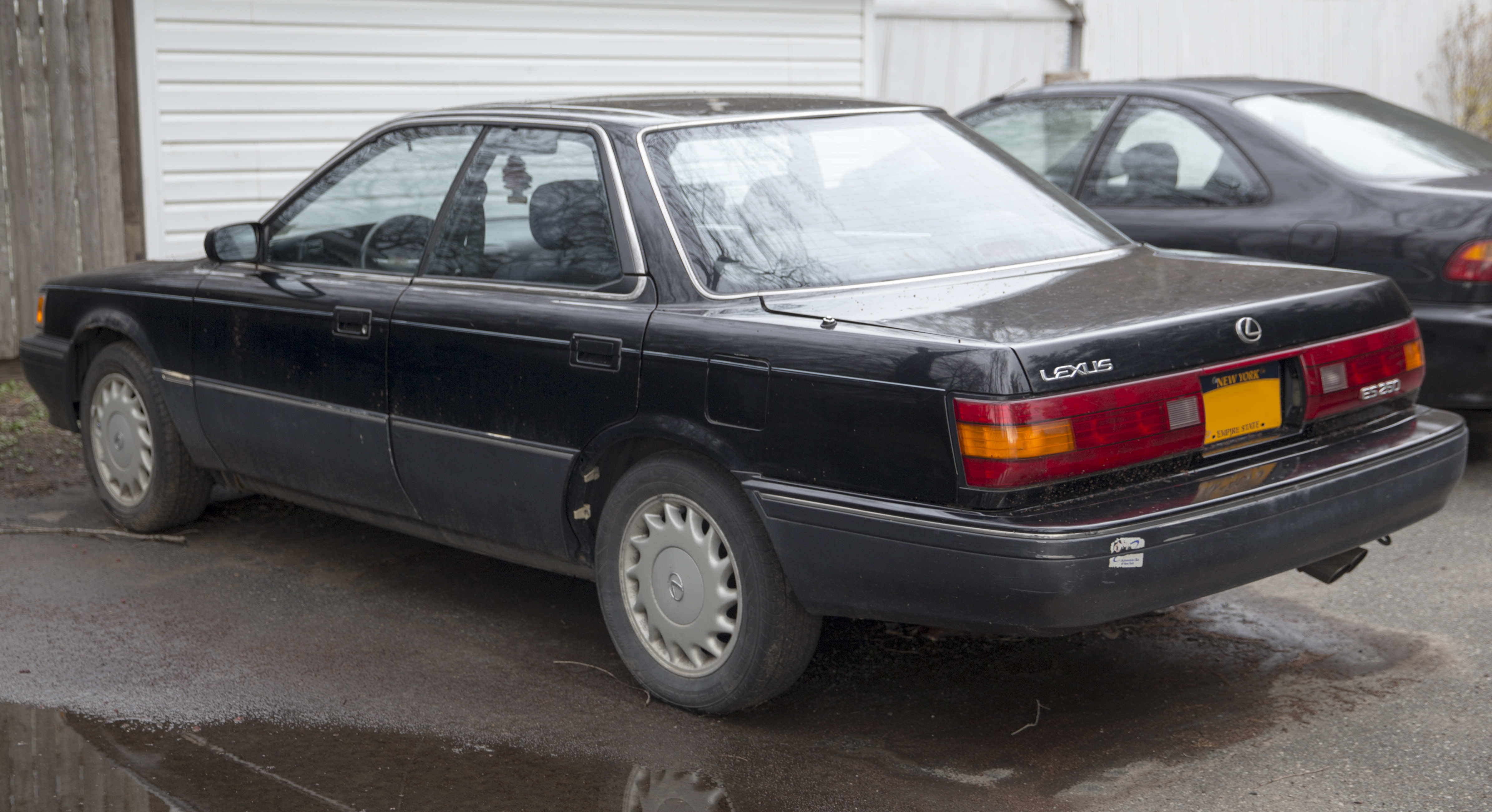
ES 1re génération

## Deuxième génération XV10 (1991-1996)
Lancée en septembre 1991, la seconde génération d'ES n'est plus un modèle japonais rebadgé mais dispose désormais de sa propre carrosserie, mais en reprenant la base à la Toyota Camry. Elle grandit par rapport à la première génération, elle gagne ainsi douze centimètres en longueur, huit en largeur et deux en hauteur.

### Motorisations
Elle dispose d'un unique bloc essence mais avec deux niveaux de puissance :
- V6 3,0 L 185 ch. (1991-1993).
- V6 3,0 L 190 ch. (1993-1996).

Le moteur est couplé à une boîte manuelle à cinq rapports ou à une boîte auto à quatre rapports.

### Galerie photos

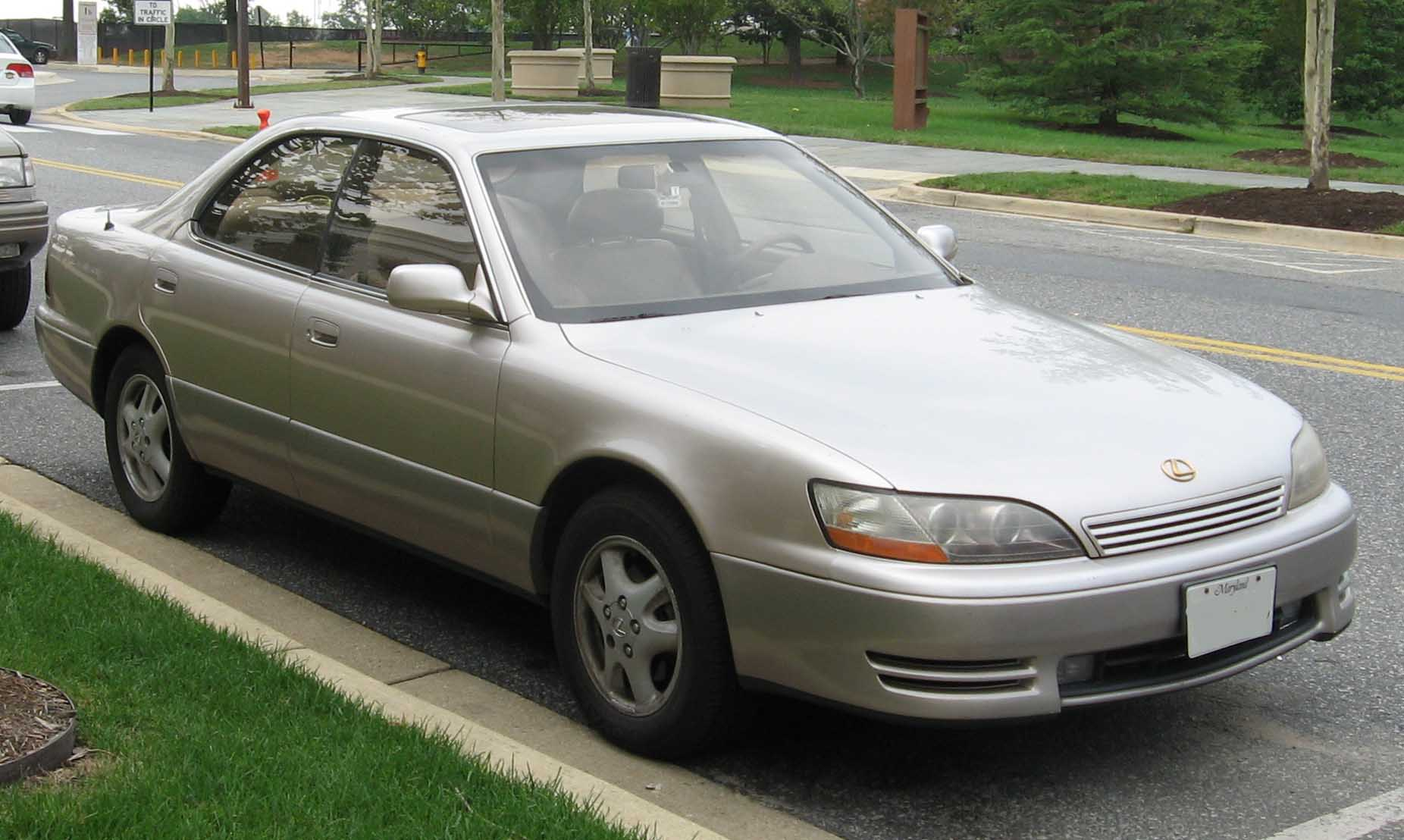
ES 2e génération
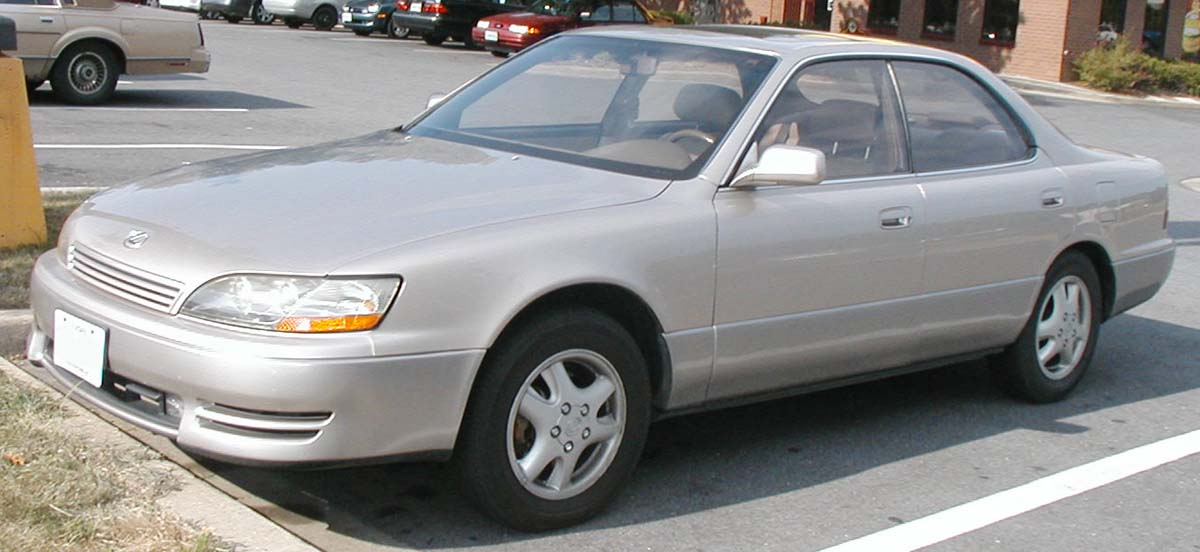
ES 2e génération

## Troisième génération XV20 (1996-2001)
Lancée en septembre 1996, la troisième génération d'ES n'apporte pratiquement aucune évolution en termes de design et de prestation tout en gagnant six centimètres en longueur. Elle prête désormais sa base technique à de nouveaux modèles Lexus, comme le RX, et Toyota, comme le Highlander. Un très léger restylage est intervenu en 2000.

### Motorisations
Elle dispose que d'un seul moteur essence :
- V6 3,0 L 200 ch. (1996-1999).
- V6 3,0 L 210 ch. (1999-2002).

Une boîte auto à quatre rapports est uniquement disponible.

### Galerie photos

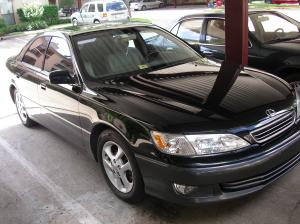
ES 3e génération
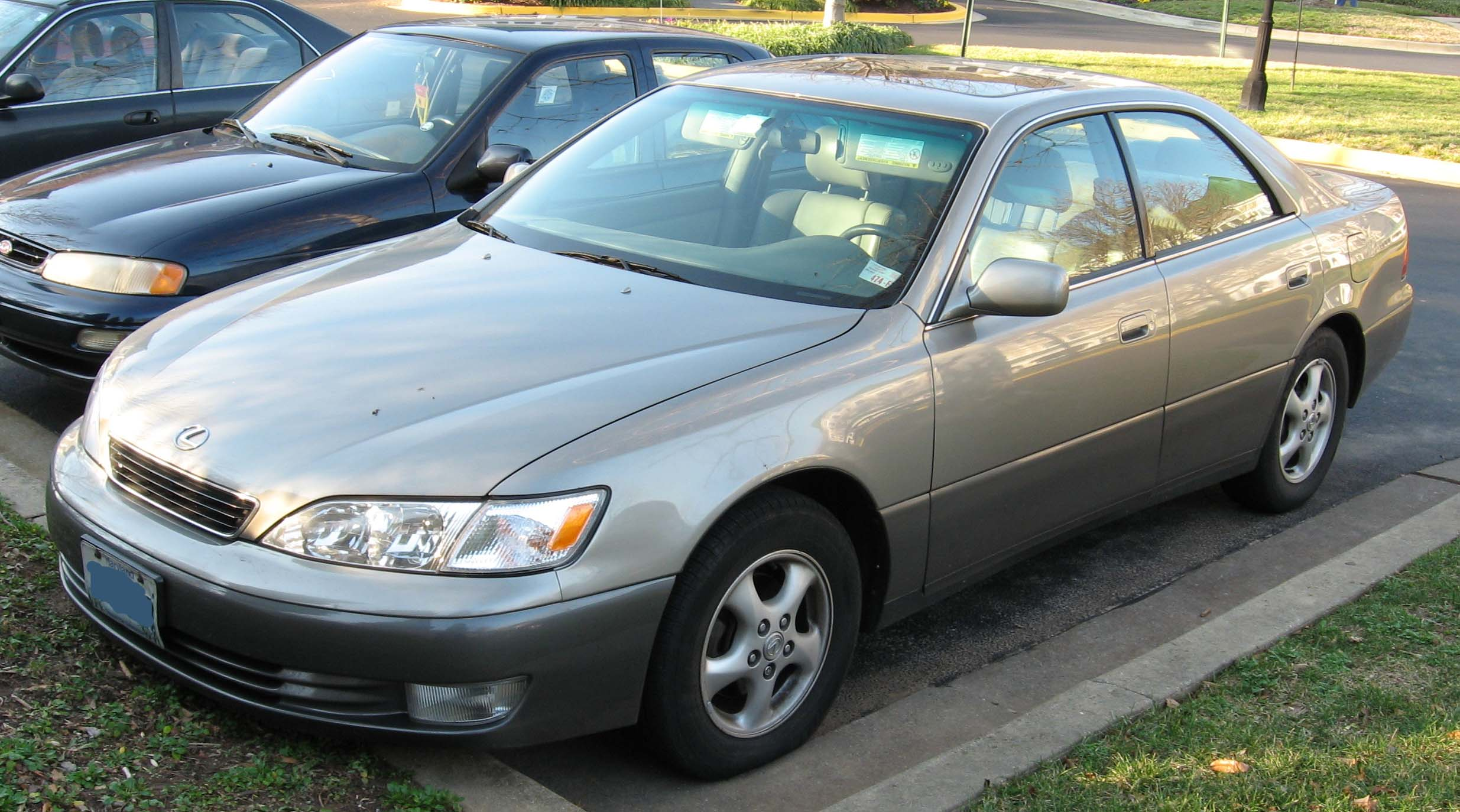
ES 3e génération
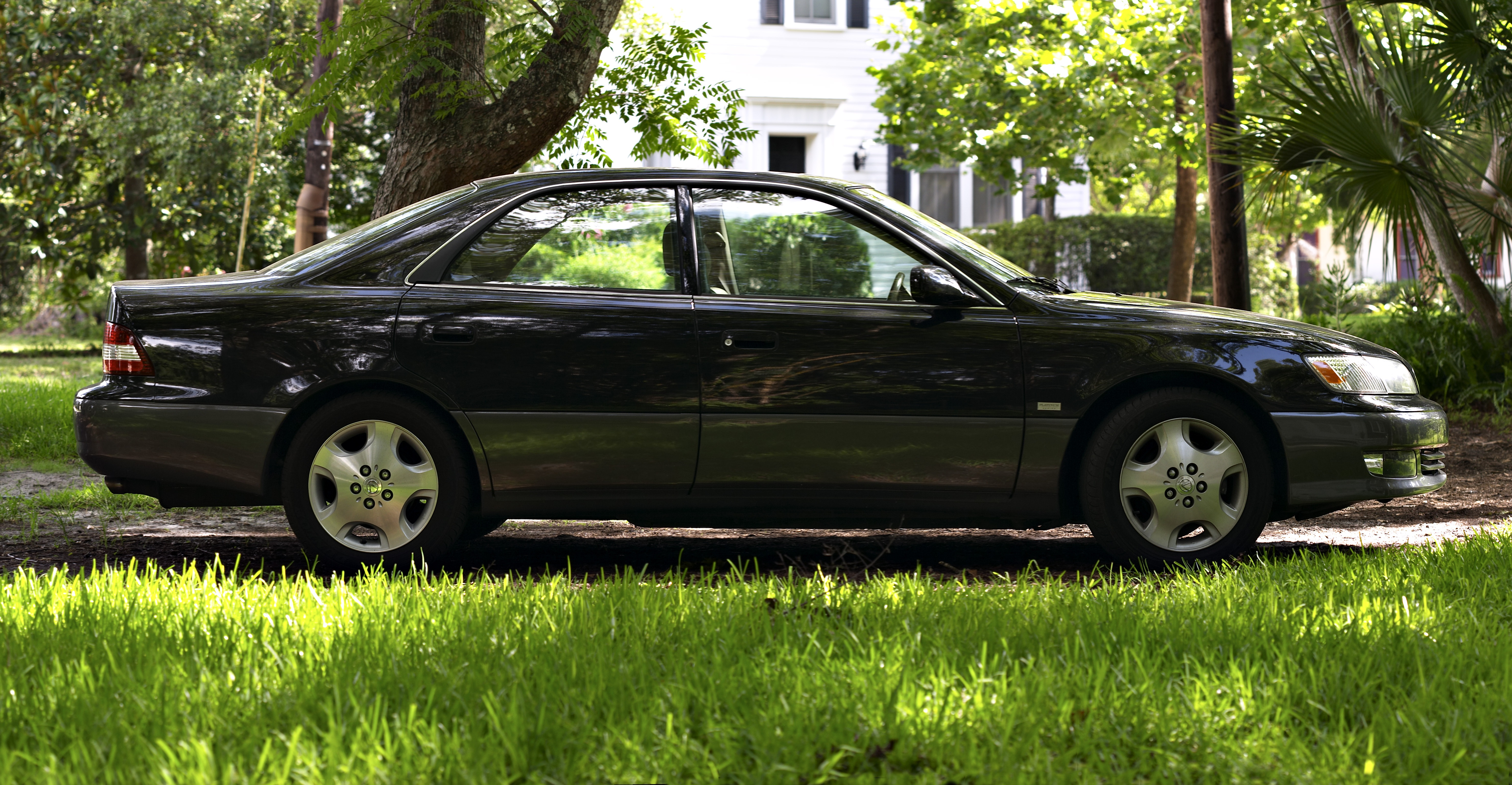
ES 3e génération
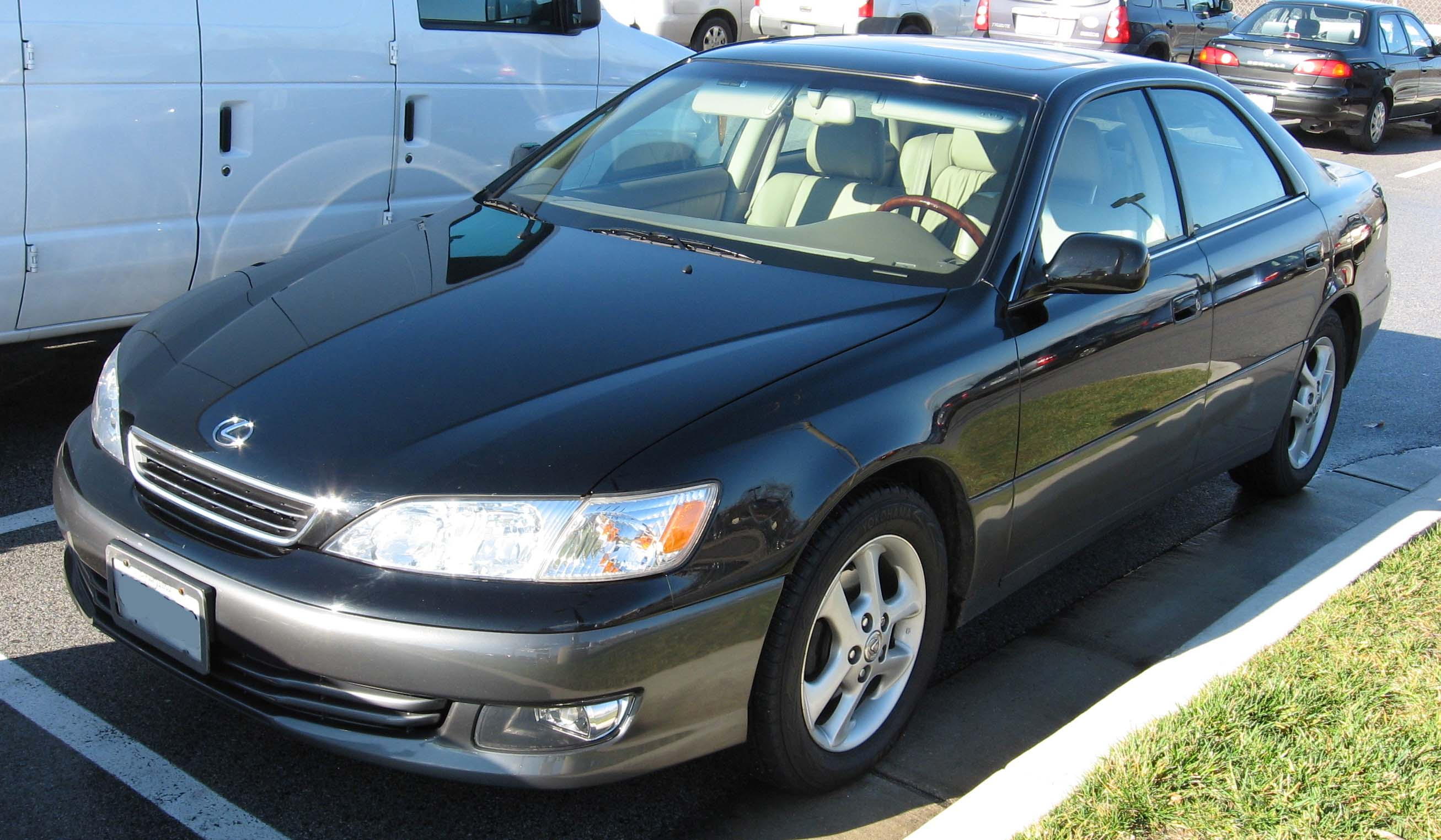
ES 3e génération
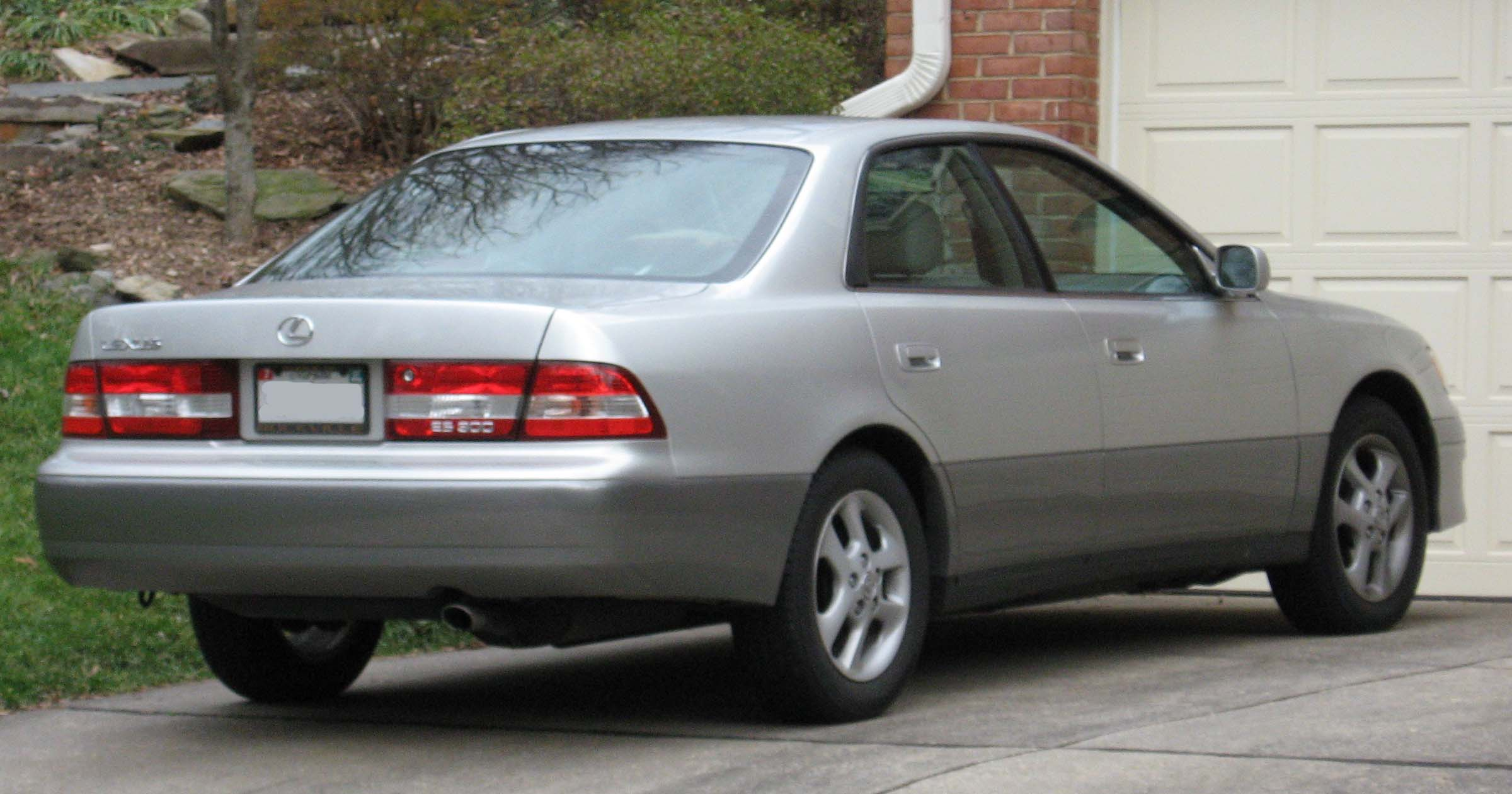
ES 3e génération

## Quatrième génération XV30 (2001-2006)
La quatrième génération de berline ES est lancée en 2002. Elle adopte un nouveau style plus en phase avec son temps. Ses phares s'arrondissent et elle grandit encore de deux petits centimètres. Elle bénéficie d'un léger restylage en 2005.

### Motorisations
Elle existe avec deux moteurs essences :
- V6 3,0 L 210 ch. (2002-2003).
- V6 3,3 L 225 ch. (2002-2006).

Elle est disponible avec une boîte auto à cinq rapports.

### Galerie photos

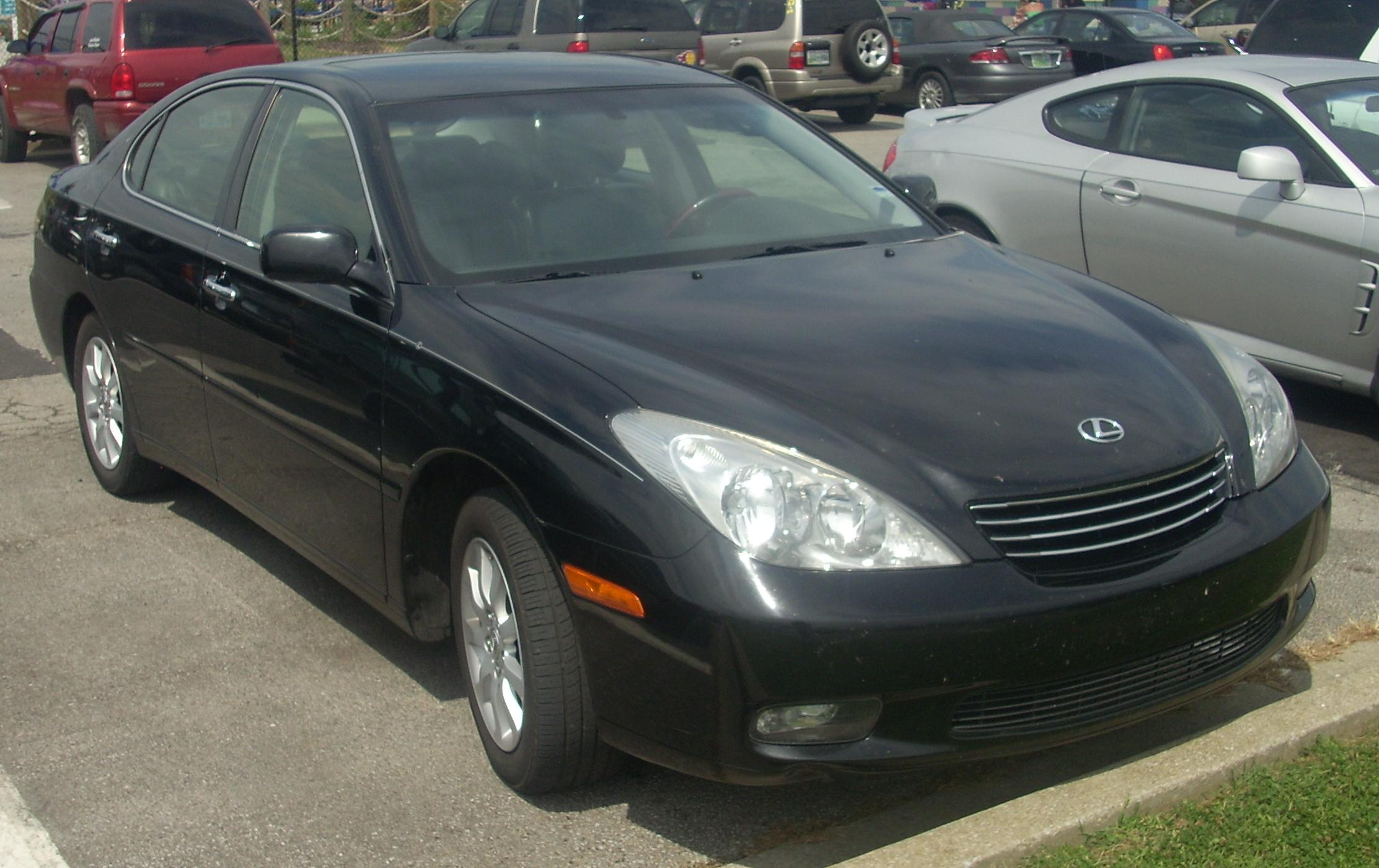
ES 4e génération
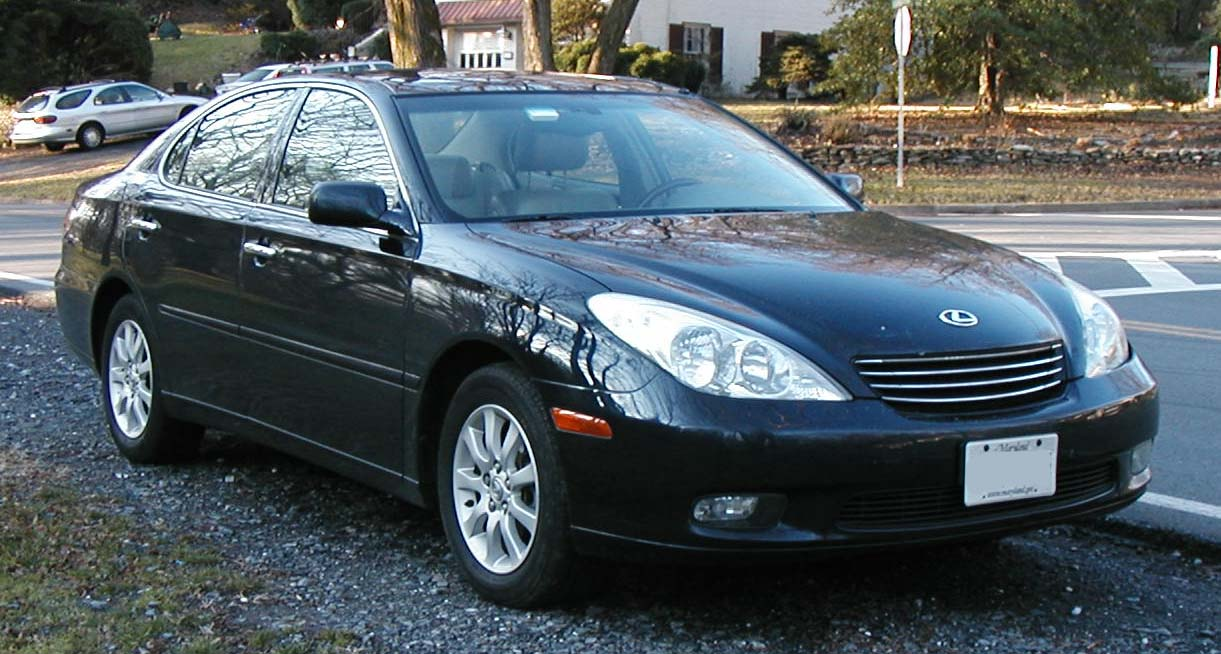
ES 4e génération
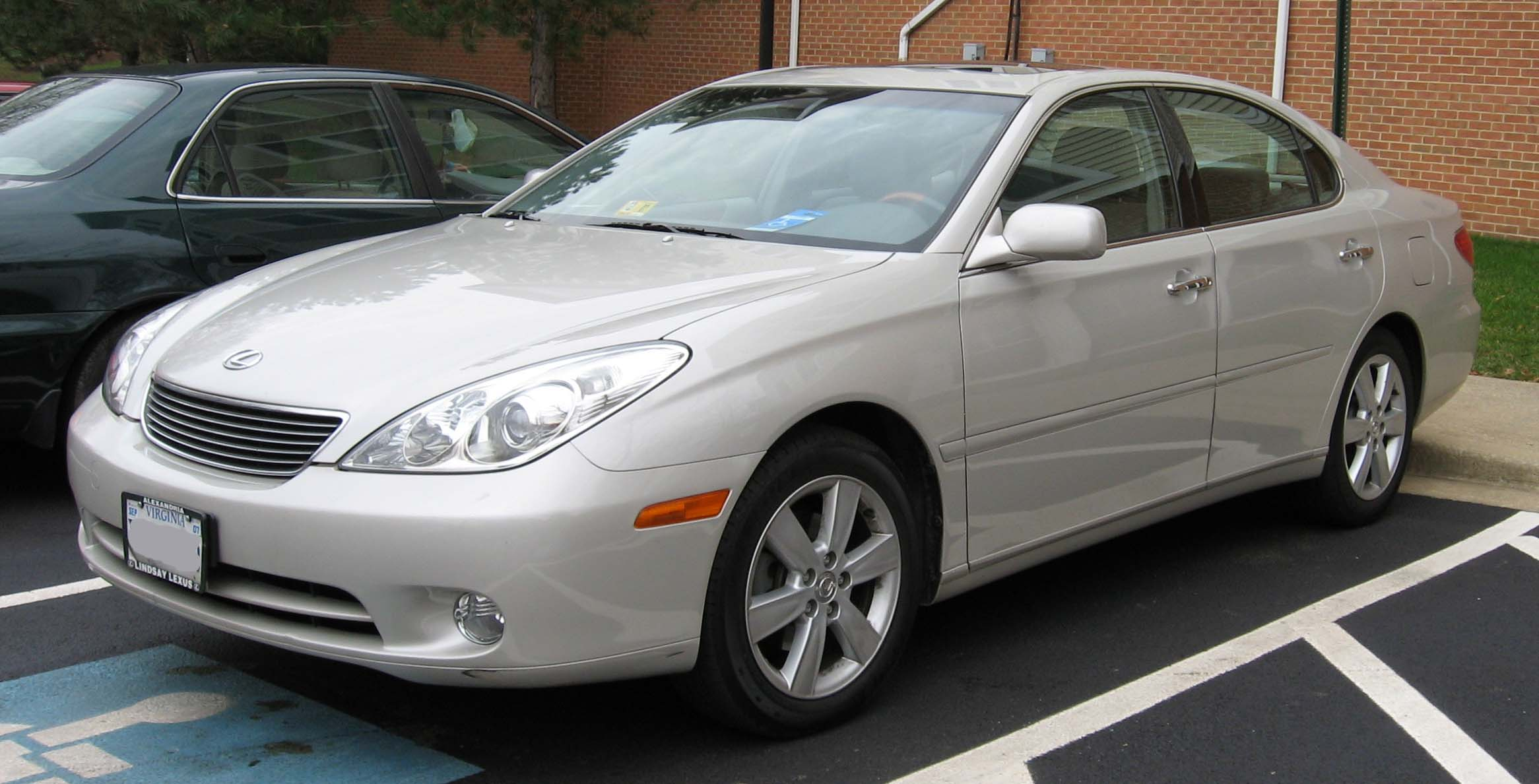
ES 4e génération
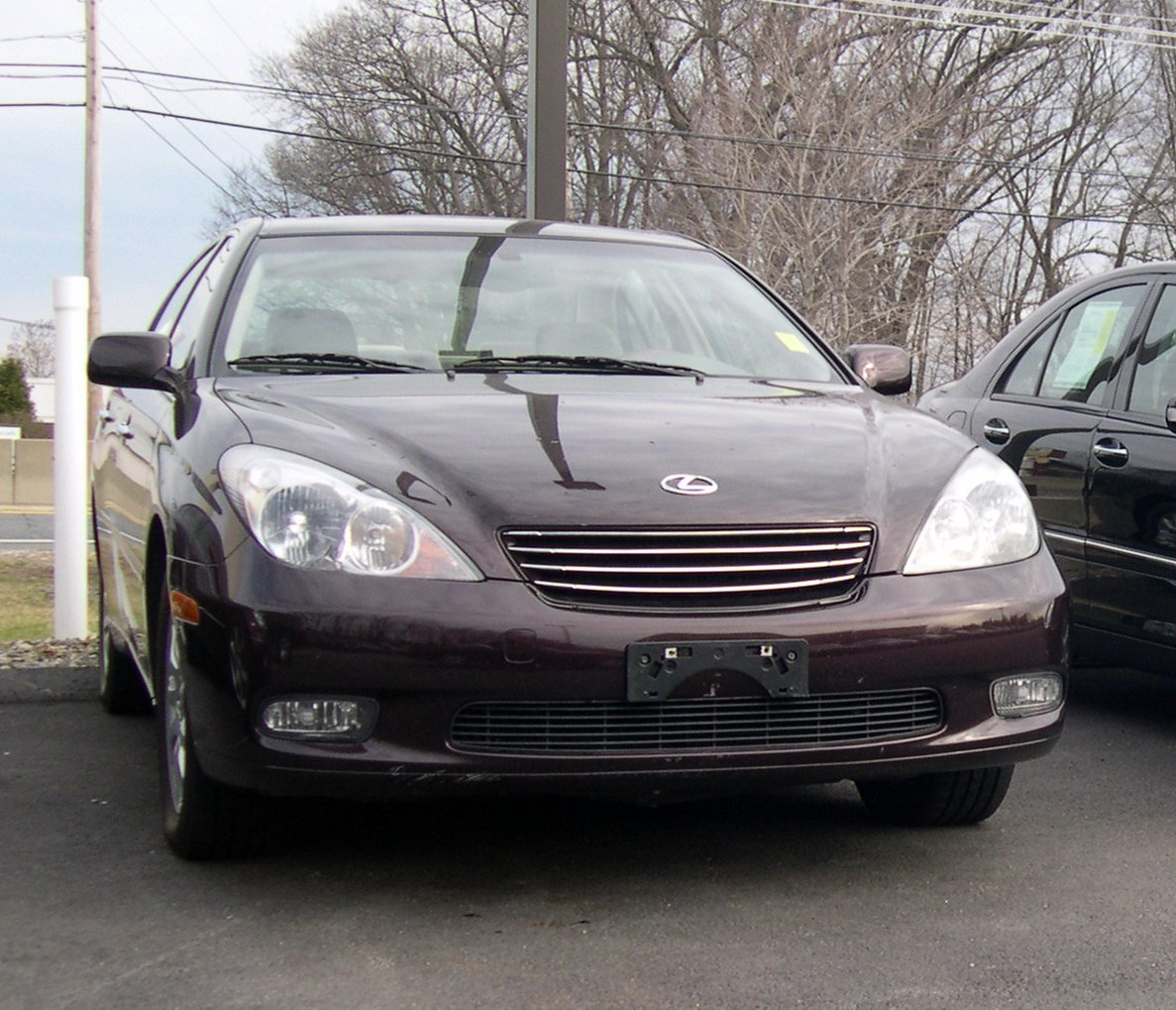
ES 4e génération
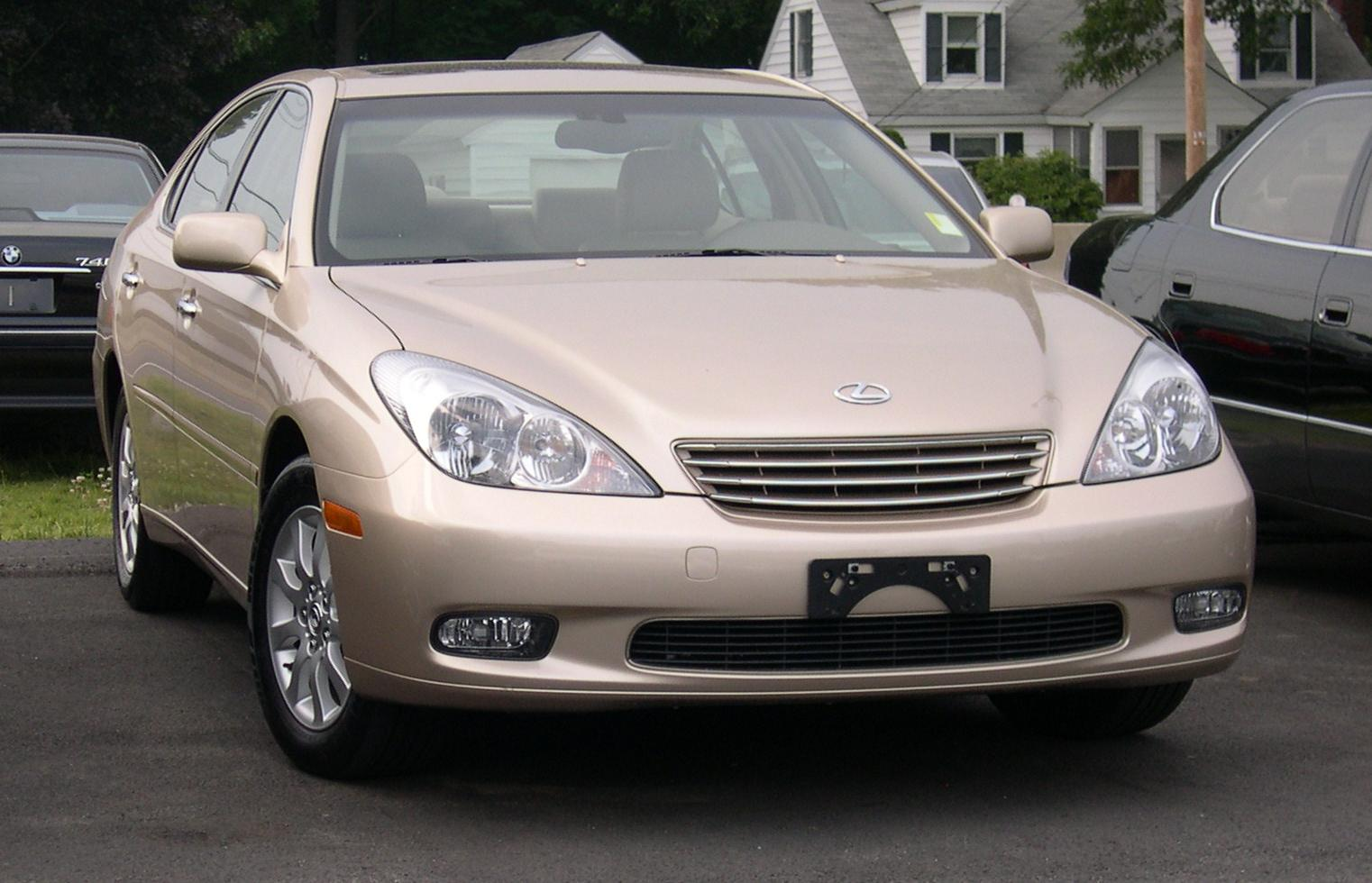
ES 4e génération
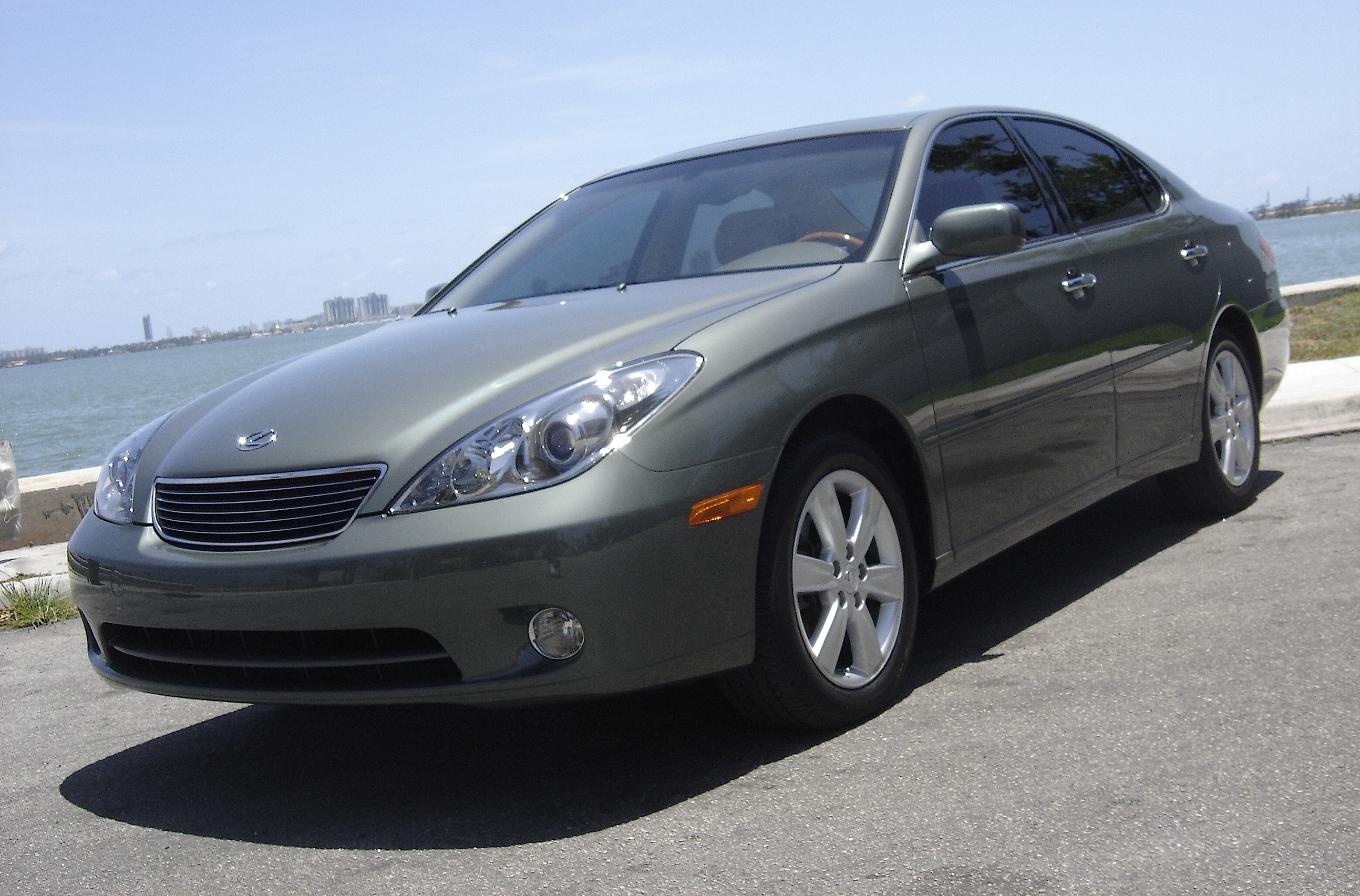
ES 4e génération
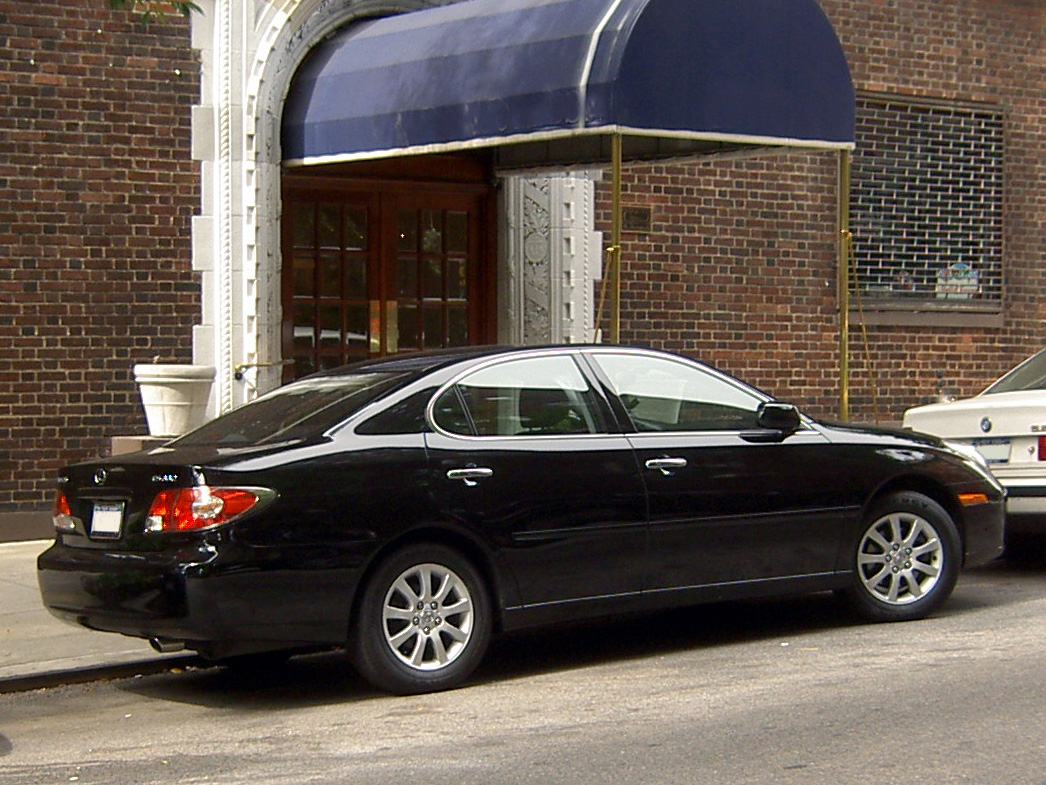
ES 4e génération
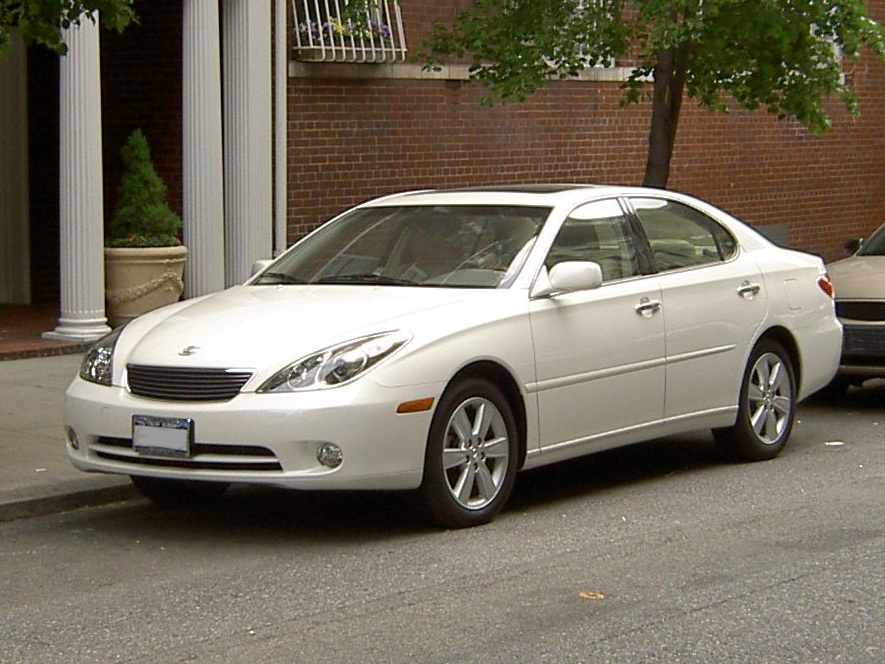
ES 4e génération
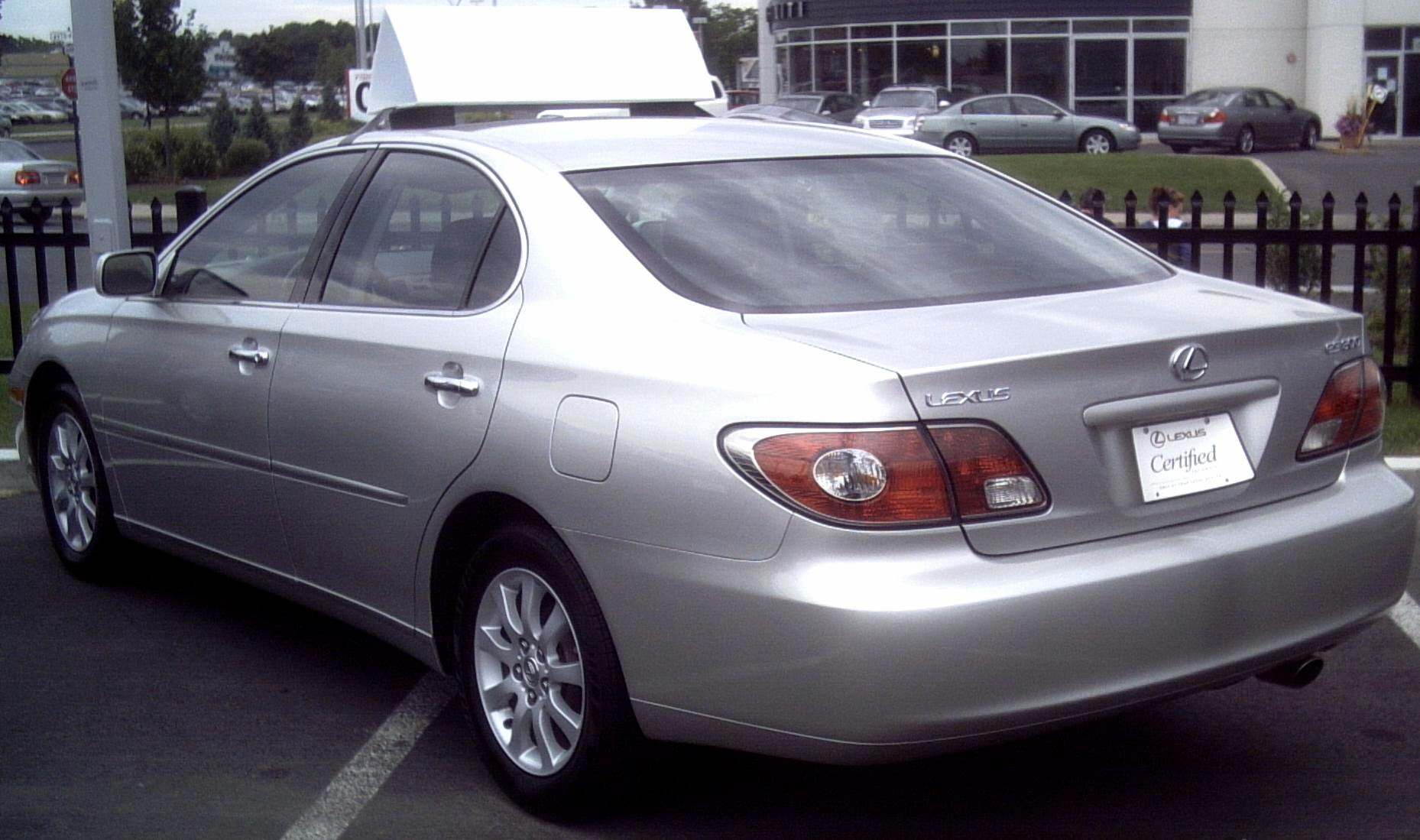
ES 4e génération
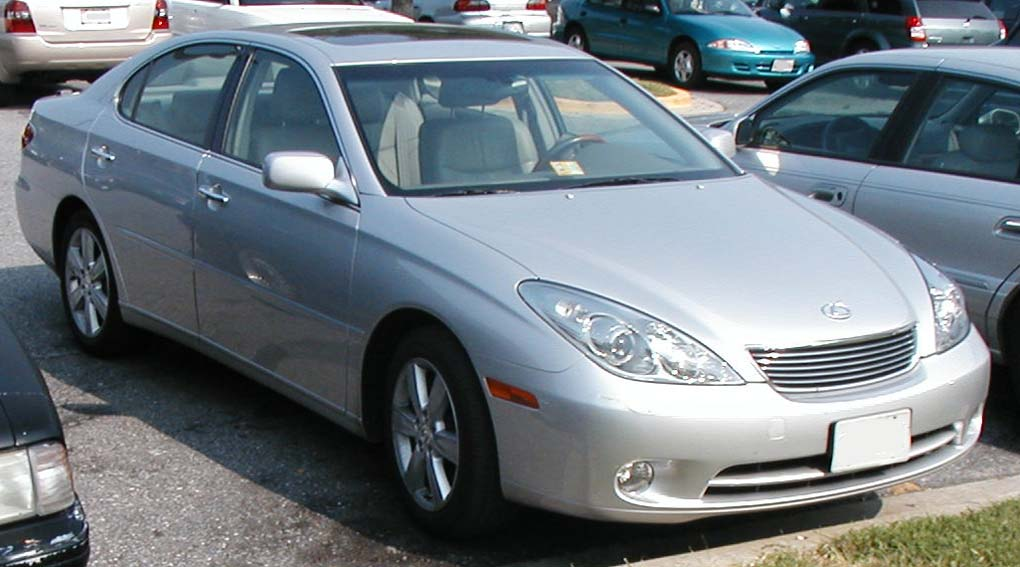
ES 4e génération

## Cinquième génération XV40 (2006-2012)
Présentée pour la première fois lors du salon de Chicago en février 2006, la cinquième génération reprend le nouveau design de la marque baptisé "L-finesse" inauguré par l'IS en 2005. La ES est du même gabarit que la précédente mais dispose d'un moteur plus gros.
La ES est désormais présente aussi bien en Amérique du Nord et qu'au Moyen-Orient et aussi en Chine mais ne l'est plus au Japon avec l'abandon de la Toyota Windom, alors que Lexus est disponible au pays du soleil levant.

### Motorisation
Elle n'existe qu'avec un seul moteur essence :
- V6 3,5 L 272 ch.

Ce moteur est disponible avec une boîte auto à six rapports.

### Galerie photos

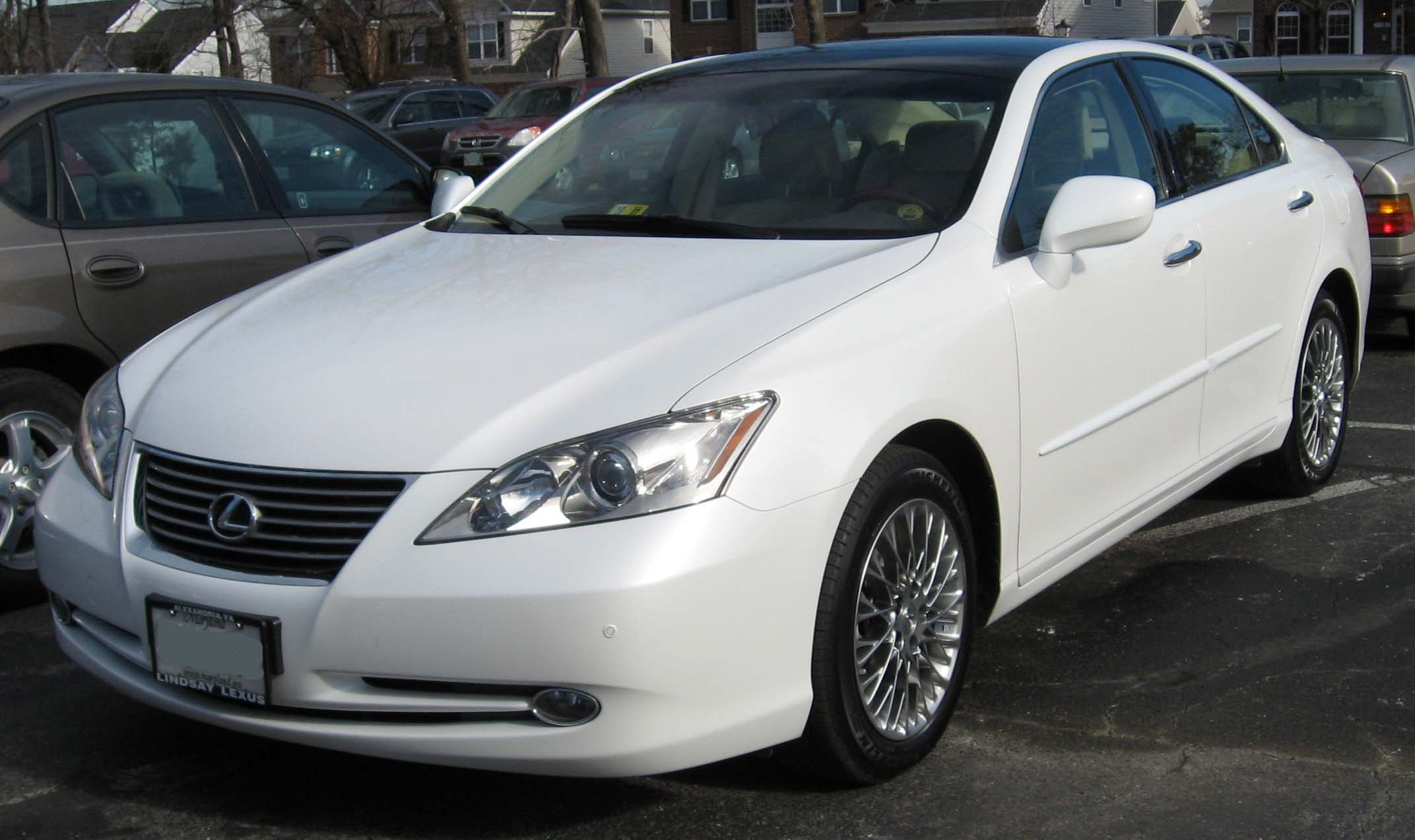
ES 5e génération
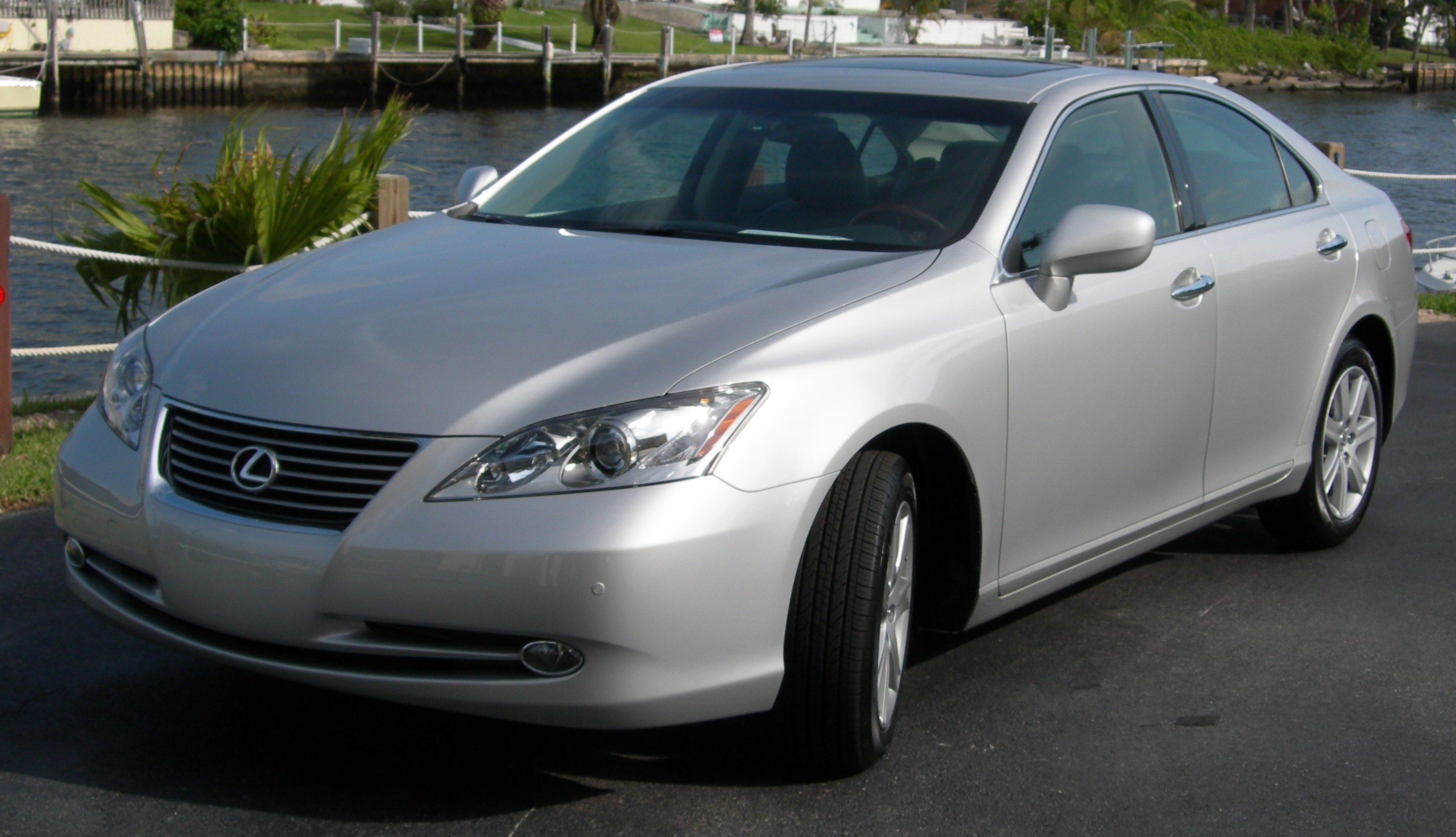
ES 5e génération
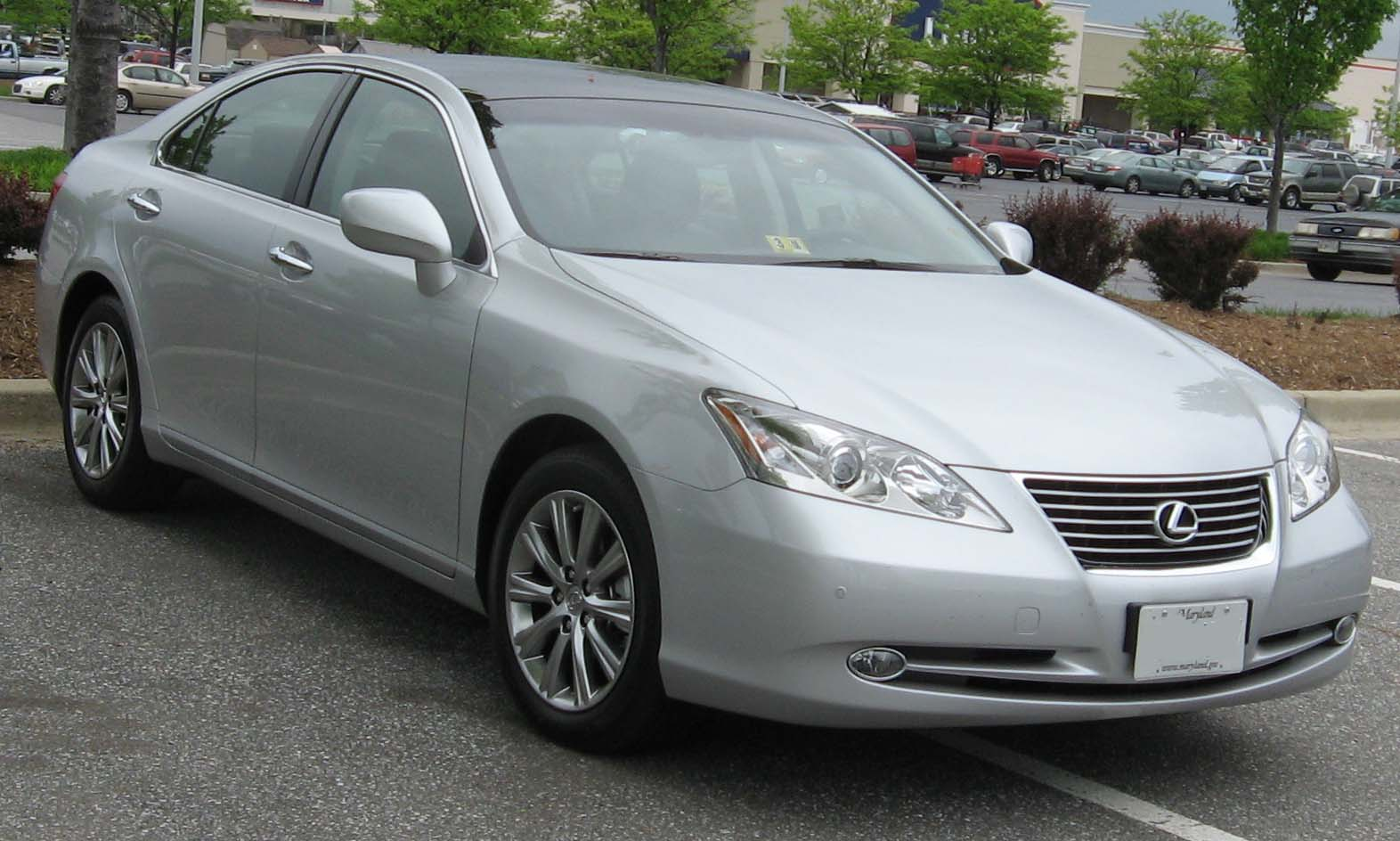
ES 5e génération
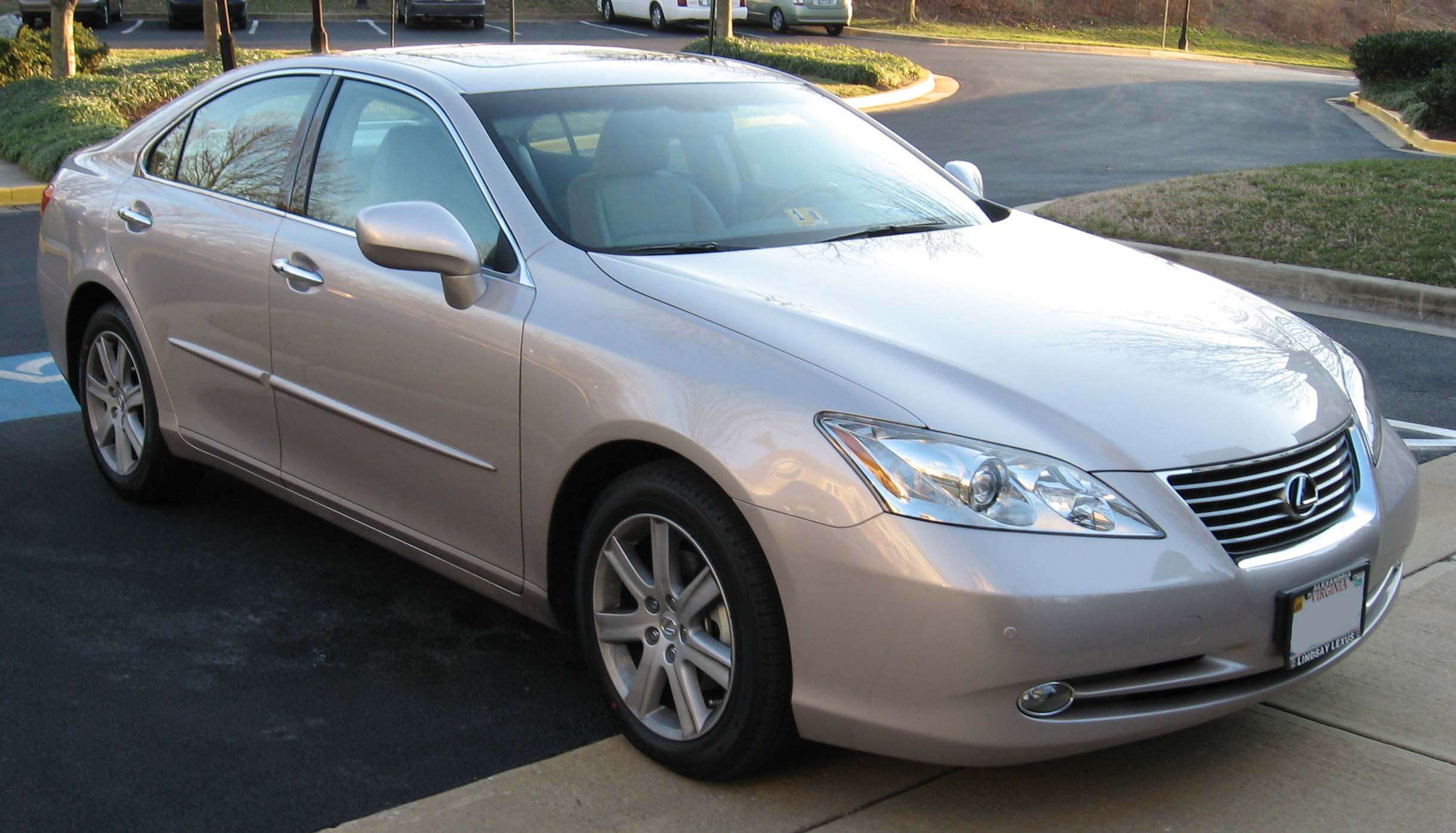
ES 5e génération
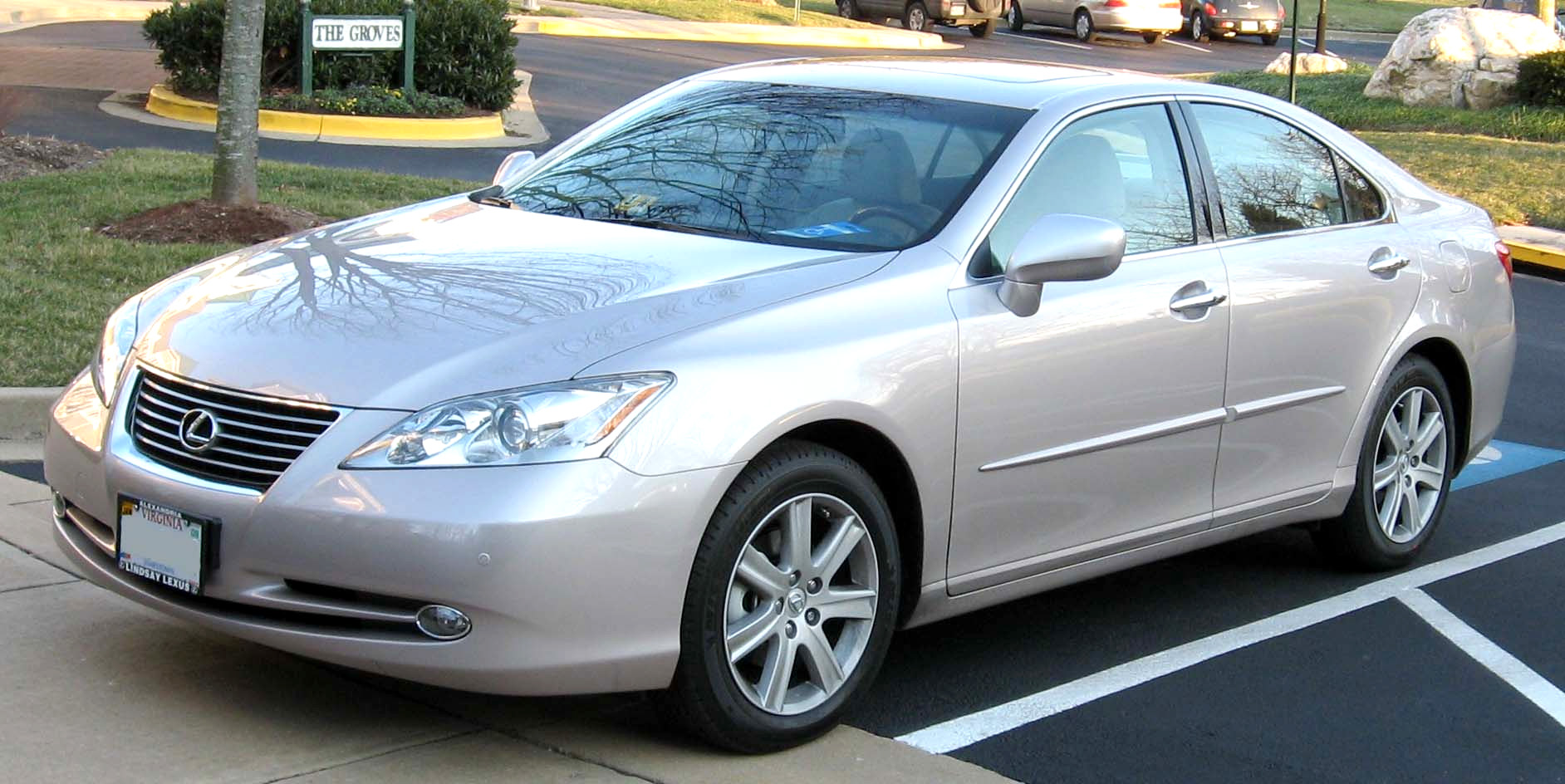
ES 5e génération
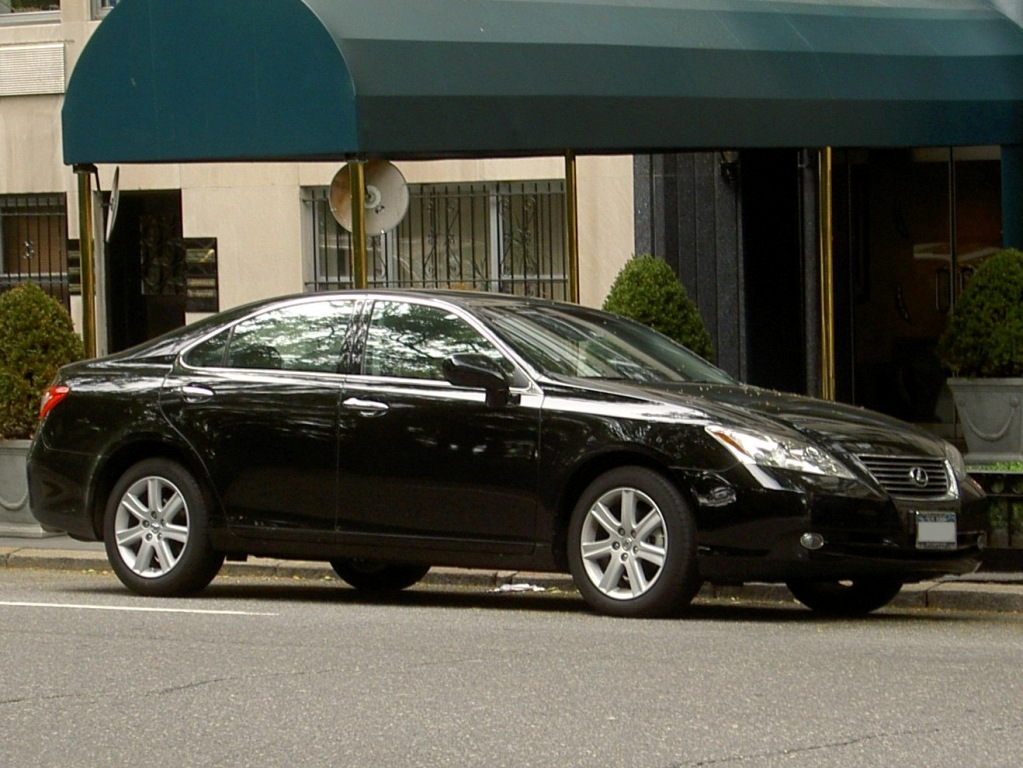
ES 5e génération
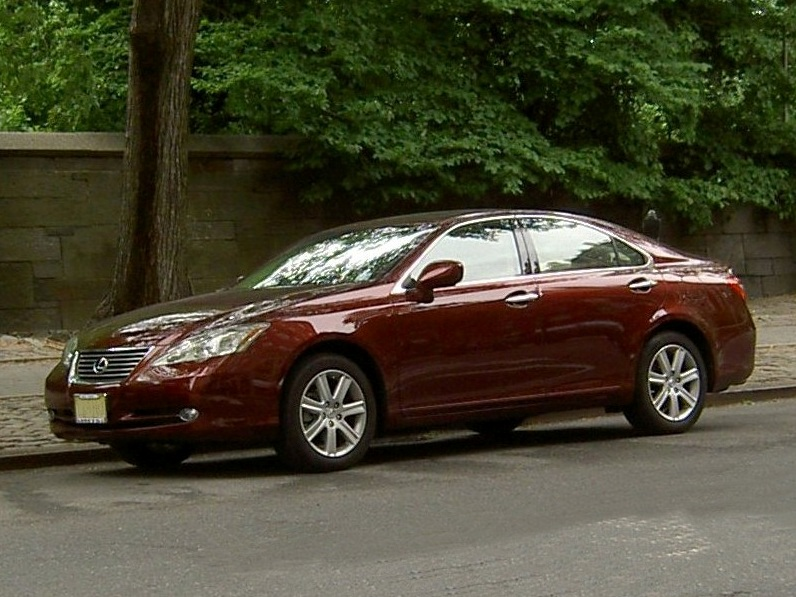
ES 5e génération
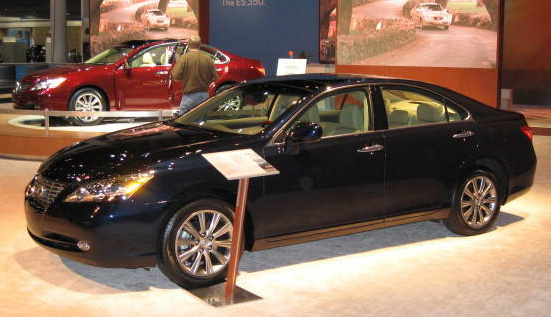
ES 5e génération
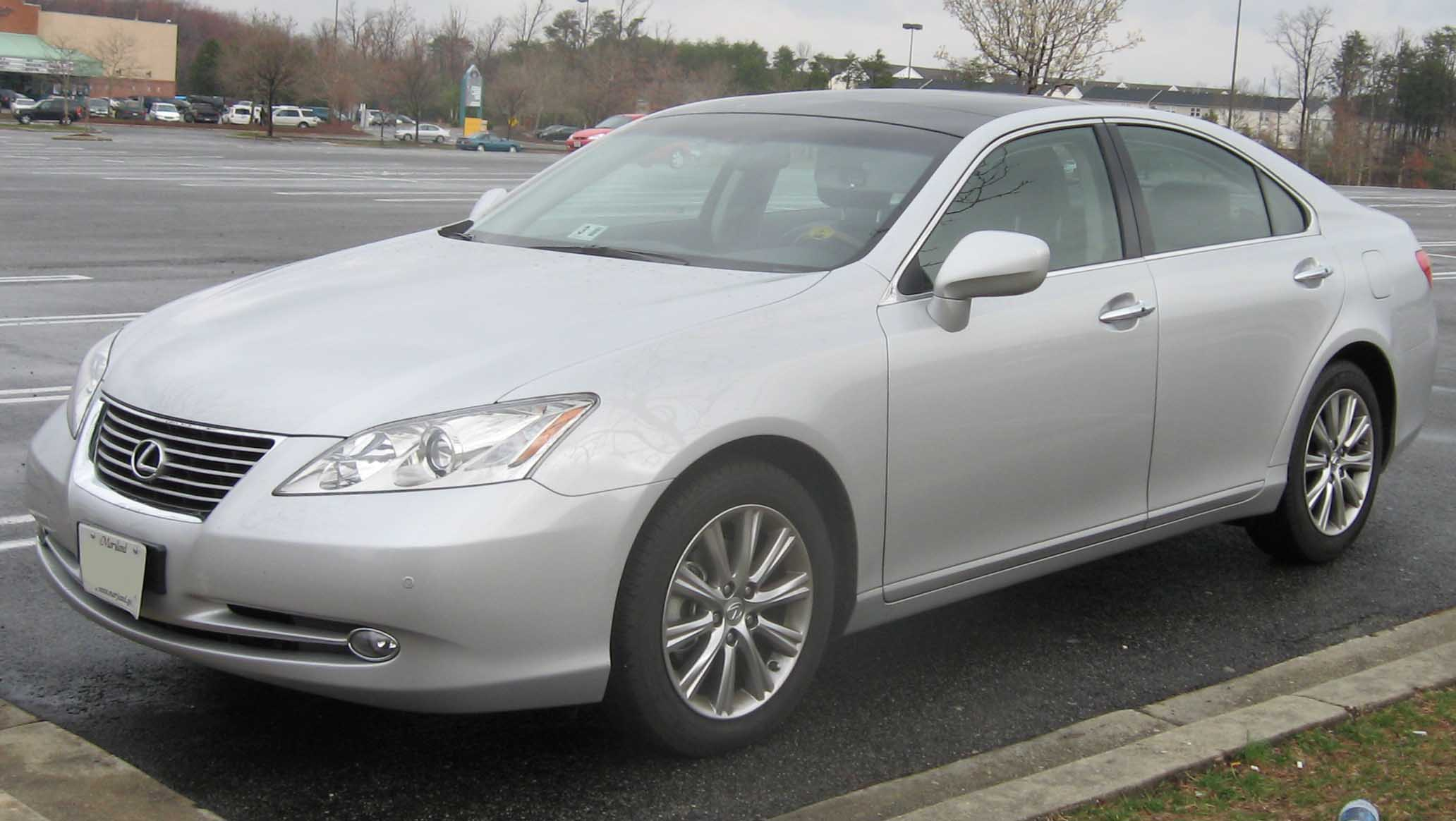
ES 5e génération
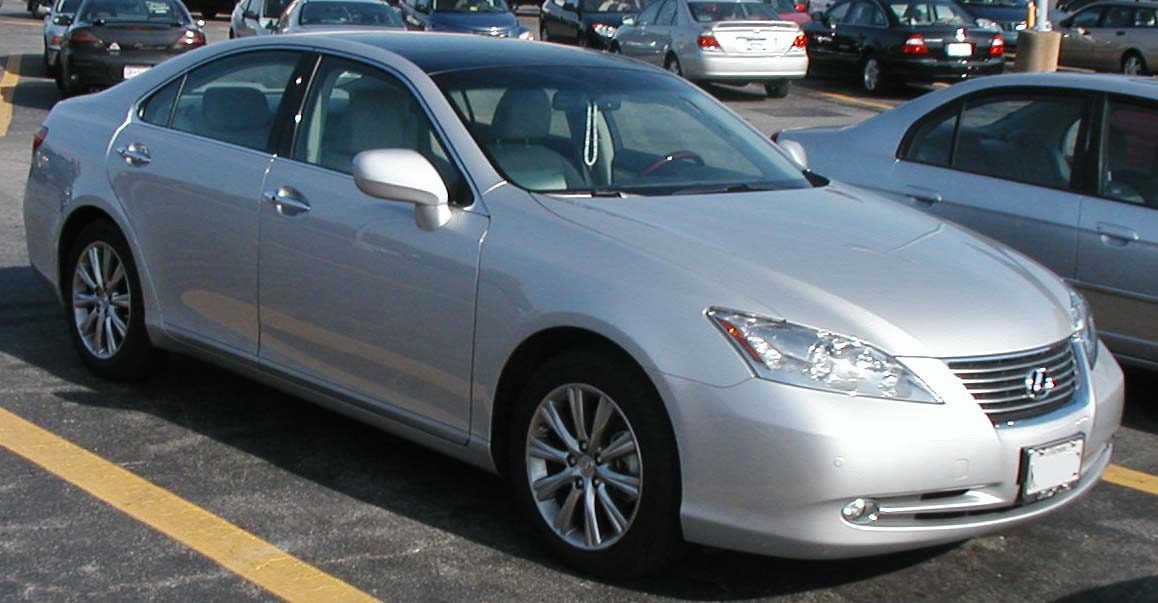
ES 5e génération

## Sixième génération XV60 (2012-2018)

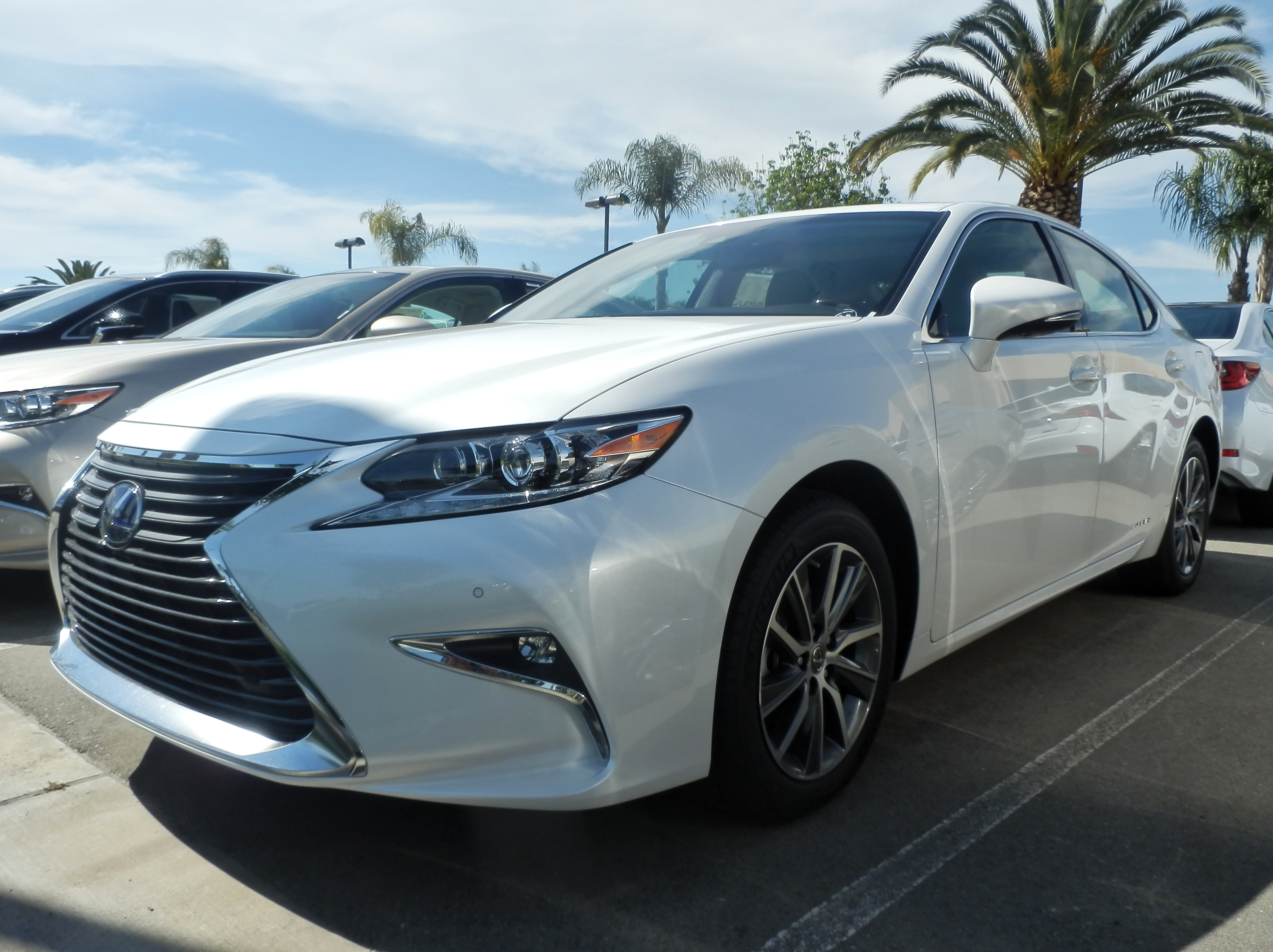
ES 300h 6e génération
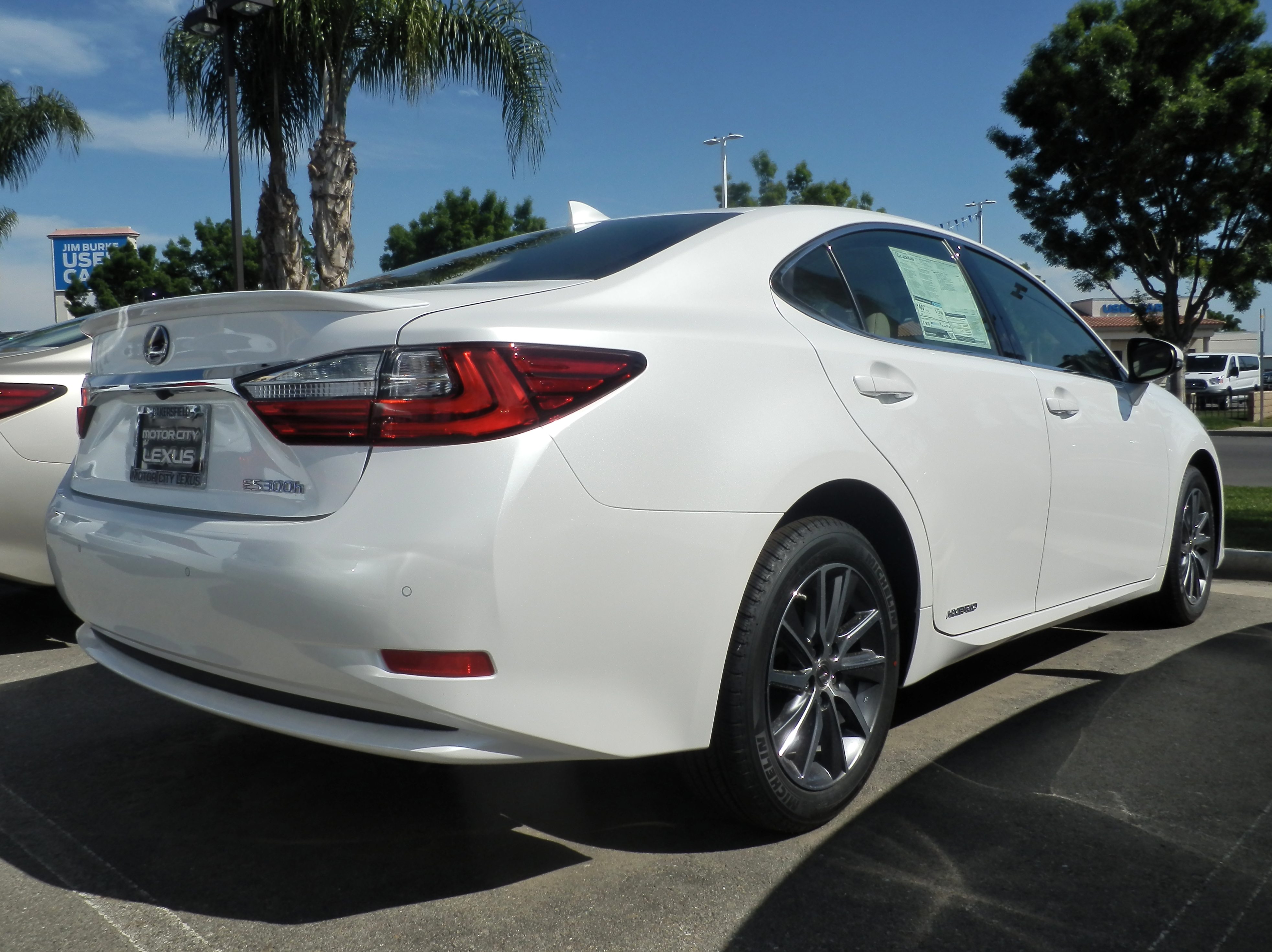
ES 300h 6e génération
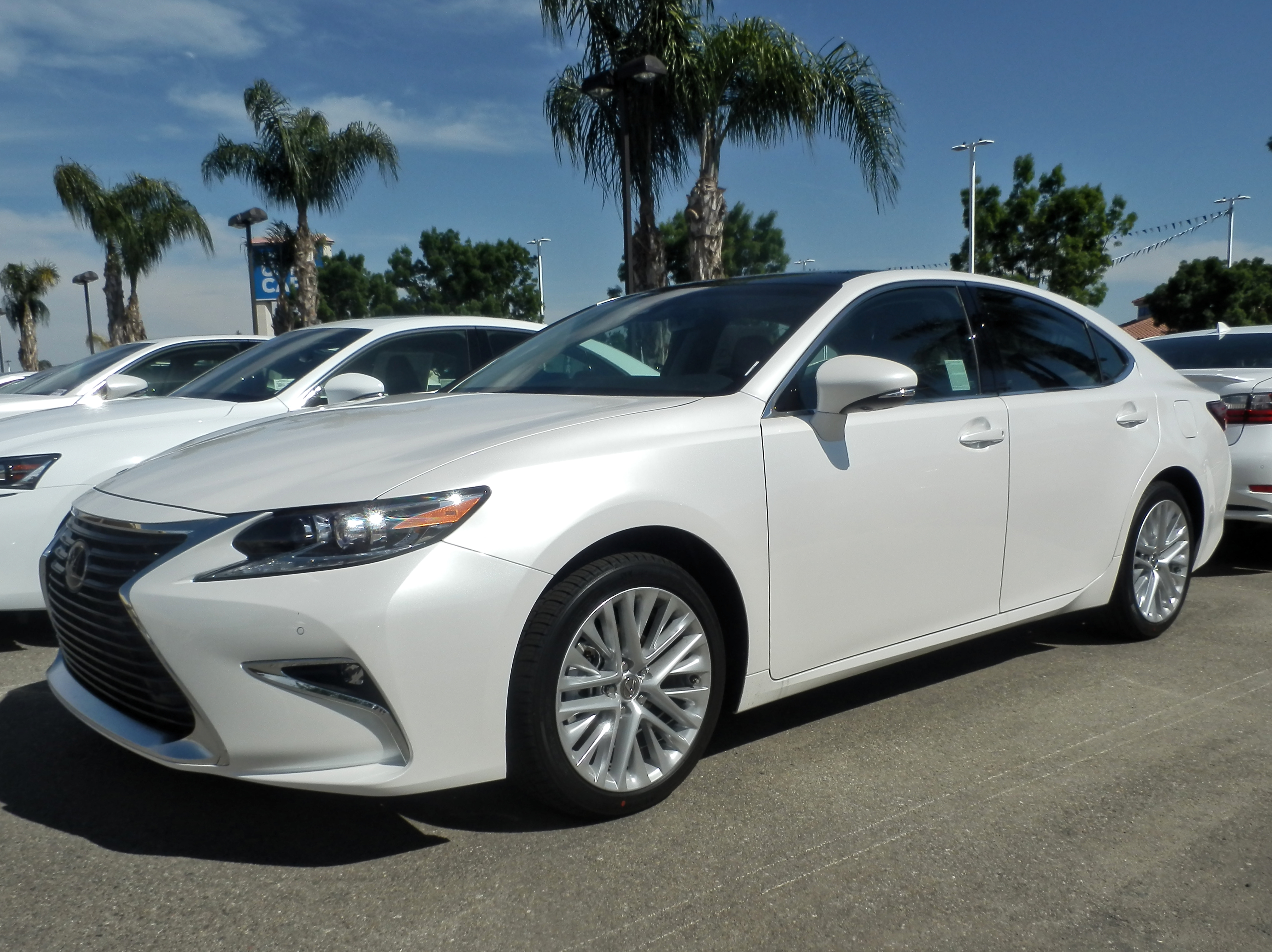
ES 350 6e génération
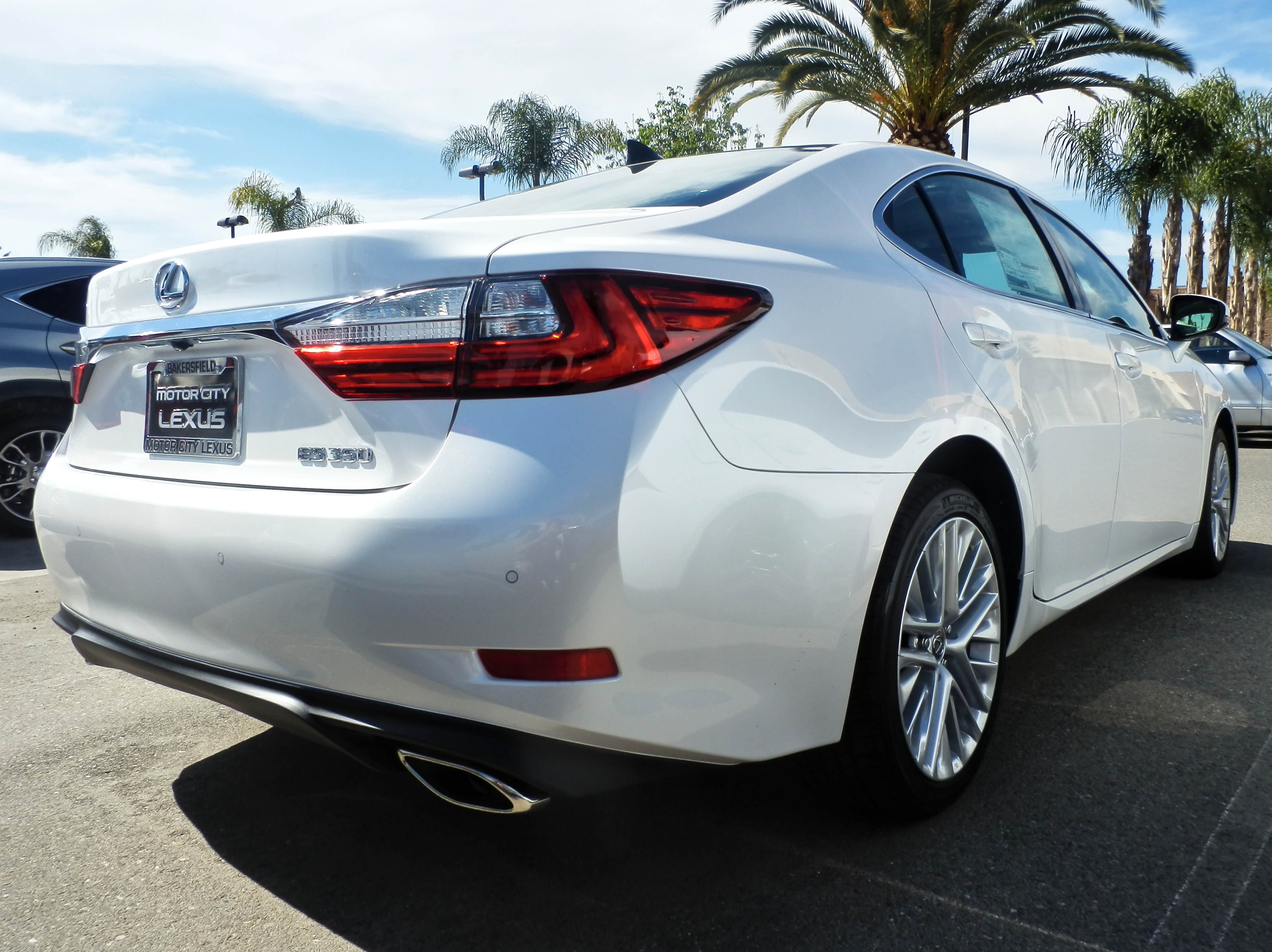
ES 350 6e génération

## Septième génération (2018-)
La Lexus ES VII est la première ES à être commercialisée en Europe de l'Ouest, et elle est présentée au Mondial Paris Motor Show 2018. Elle est lancée en janvier 2019.

### Présentation
La septième génération de la Lexus ES est présentée le 25 avril 2018 au salon automobile de Pékin. 
Phase 2
La version restylée est présentée le 19 avril 2021 au salon de l'automobile de Shanghai.
Phase 3
En 2023, L'ES reçoit une nouvelle mise à jour technologique avec nouveau système multimédia comprennant la connexion Apple CarPlay sans fil, la navigation connectée et une reconnaissance vocale évoluée.
Phase 4
Le troisième restylage de l'ES est présenté au salon de l'automobile de Guangzhou 2024.

### Caractéristiques techniques
L'ES est élaborée sur la plateforme technique Global Architecture-K (GA-K) de Toyota, disponible pour les modèles à traction, qu'elle partage avec la nouvelle Toyota Camry, remplaçante de l'Avensis. La version sportive F Sport reçoit une suspension variable adaptative et des jantes de 19 pouces.

#### Motorisations
La Lexus ES n'est commercialisée en Europe qu'en version hybride ES 300h. Sa motorisation repose sur moteur quatre cylindres 2,5 litres (à cycle d'Atkinson) de 178 ch pour 221 N m de couple, associé à un moteur électrique de 88 kW (120 ch) et 102 N m de couple, pour une puissance cumulée de 218 ch.
| Version                                                    | ES 300h                                                          |
| ---------------------------------------------------------- | ---------------------------------------------------------------- |
| Moteur                                                     | 4-cylindres essence hybride (A25A-FXS)                           |
| Cylindrée (cm3)                                            | 2 487                                                            |
| Puissance maximale ch (kW)                                 | Combinée : 218 (160) Thermique : 178 (130) Électrique : 120 (88) |
| au régime de (tr/min)                                      | Thermique : 5 700                                                |
| Couple maximal (N m)                                       | Thermique : 221 Électrique : 202                                 |
| au régime de (tr/min)                                      | Thermique : 3 600 à 5 200                                        |
| Boîte de vitesses                                          | Système Multi Stage Hybrid                                       |
| Transmission                                               | Aux roues avant (traction)                                       |
| Vitesse maximale (en km/h)                                 | 180                                                              |
| 0-100 km/h (en s)                                          | 8,9                                                              |
| Consommation urbaine / extra-urbaine / mixte (en L/100 km) | 4,5/4,7/5,1                                                      |
| Émissions de CO2 (en g/km)                                 | 100                                                              |
| Masse à vide (kg)                                          | 1 680                                                            |
| Capacité du réservoir (L)                                  | 50                                                               |
| Norme environnementale                                     | Euro 6 d-Temp                                                    |

### Finitions
La Lexus ES est équipée d'une instrumentation entièrement numérique et d'un écran central de 31 cm sur la planche de bord.
- ES 300h[8]
- ES 300h Business
- ES 300h Luxe
- ES 300h F-Sport
- ES 300h F-Sport Executive
- ES 300h Executive
- ES 350 (302-321 SAE net ch, 3.5 L V6)
- ES 350 F Sport
- ES 350 F Sport Handling
- ES 500h F Sport Performance (402 SAE net ch, 2.4 L I4)
- ES F Track Edition (654 SAE net ch, 5.9 L V8 - flat-plane-crank)

### Galerie photos

Lexus ES 7e génération
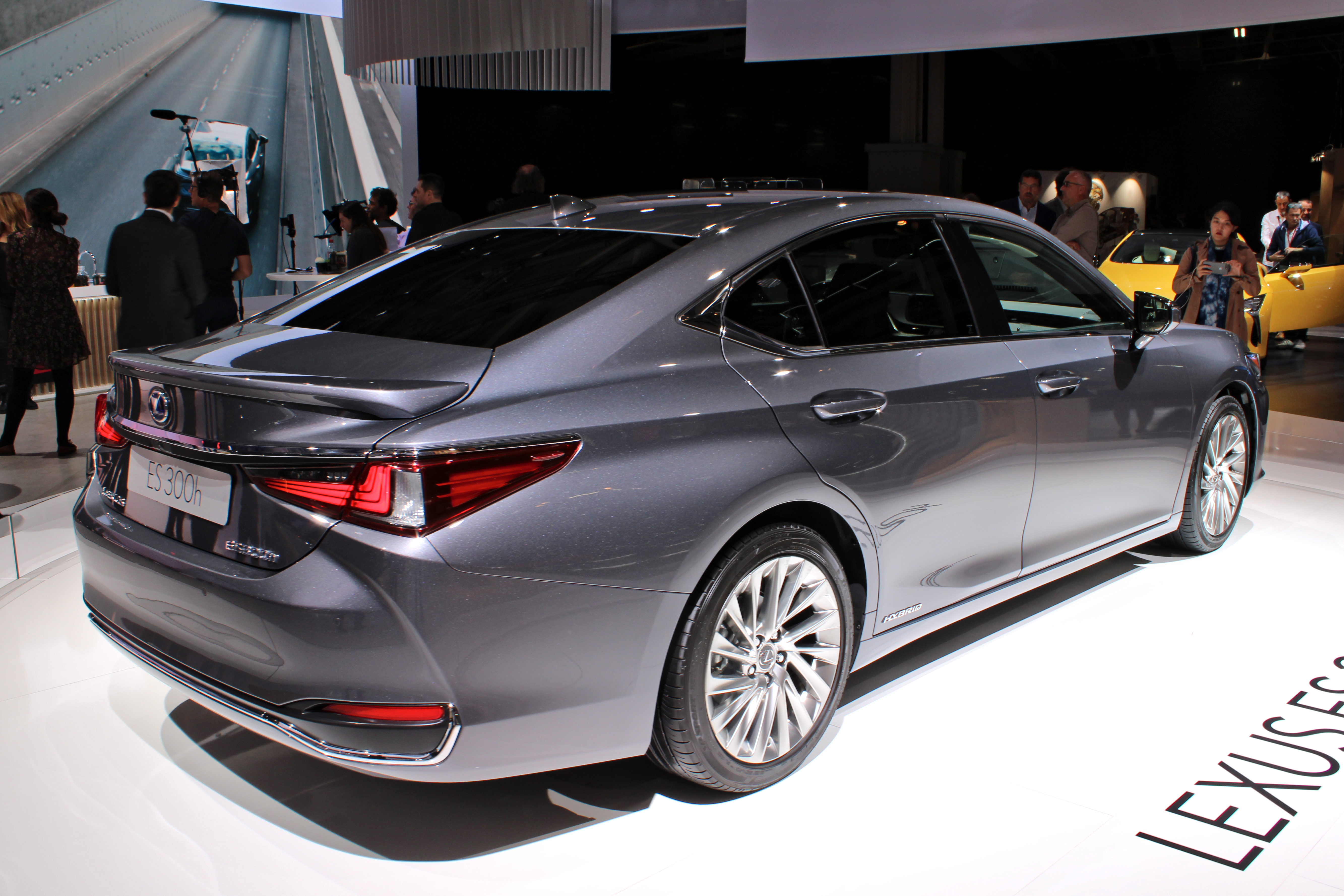
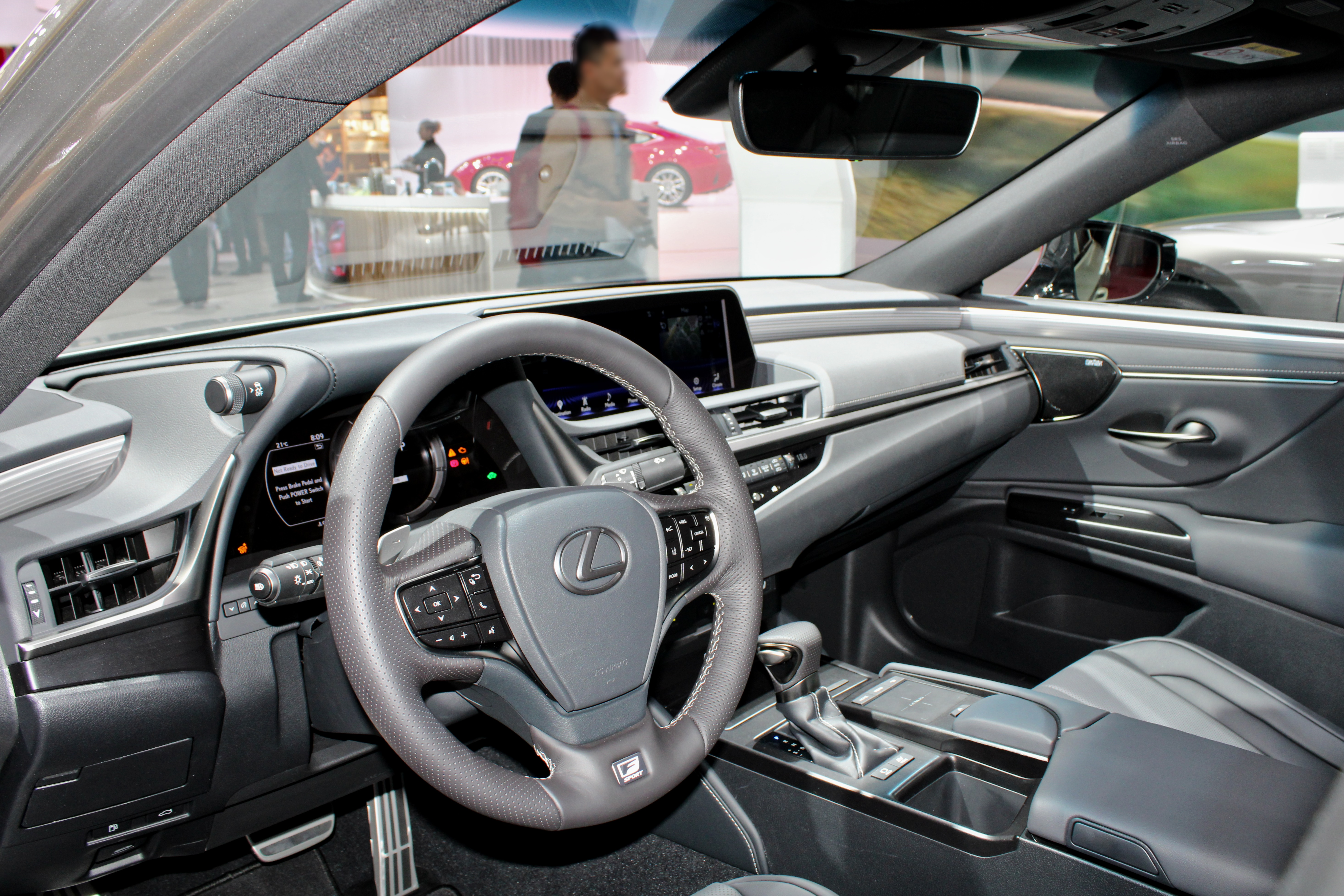

## Ventes aux États-Unis[9]
| Année | Ventes     | Diff.    |
| 1989  | NC         |          |
| 1990  | 19 534     |          |
| 1991  | 17 942     | -8,1 %   |
| 1992  | 37 886     | +111,2 % |
| 1993  | NC         |          |
| 1994  | NC         |          |
| 1994  | NC         |          |
| 1996  | 44 773     | +7,2 %   |
| 1997  | 58 430     | +30,5 %  |
| 1998  | 48 644     | -16,7 %  |
| 1999  | 45 860     | -5,7 %   |
| 2000  | 41 320     | -9,9 %   |
| 2001  | 44 847     | +8,5 %   |
| 2002  | 71 450     | +59,3 %  |
| 2003  | 65 762     | -8 %     |
| 2004  | 75 916     | +15,4 %  |
| 2005  | 67 577     | -11 %    |
| 2006  | 75 987     | +12,4 %  |
| 2007  | 82 867     | +9,1 %   |
| 2008  | 64 135     | -22,6 %  |
| 2009  | 48 485     | -24,4 %  |
| 2010  | 48 652     | +0,3 %   |
| 2011  | 40 873     | -16,0%   |
| 2012  | 56 200     |          |
| Total | 1 047 601' |          |

La ES est la plus vendue des Lexus aux États-Unis derrière le RX.